# Jaguar Racing
Jaguar Racing – brytyjski zespół wyścigowy i konstruktor, który w sezonach 2000–2004 brał udział w mistrzostwach świata Formuły 1. Zespół został utworzony na bazie dawnego zespołu Stewart Grand Prix. W barwach Jaguara jeździli m.in. Eddie Irvine, Johnny Herbert i Mark Webber. Po zakończeniu działalności i sprzedaży firmie Red Bull został przekształcony w Red Bull Racing. Jaguar Racing w 85 wyścigach zdobył 49 punktów. Największym sukcesem brytyjskiego teamu było dwukrotne zajęcie 3. miejsca w wyścigu: podczas Grand Prix Monako 2001 oraz Grand Prix Włoch 2002. Najwięcej punktów zespół zdobył w sezonie 2003, kiedy to w 16 wyścigach uzyskał ich 18.

## Historia

### Stewart Grand Prix

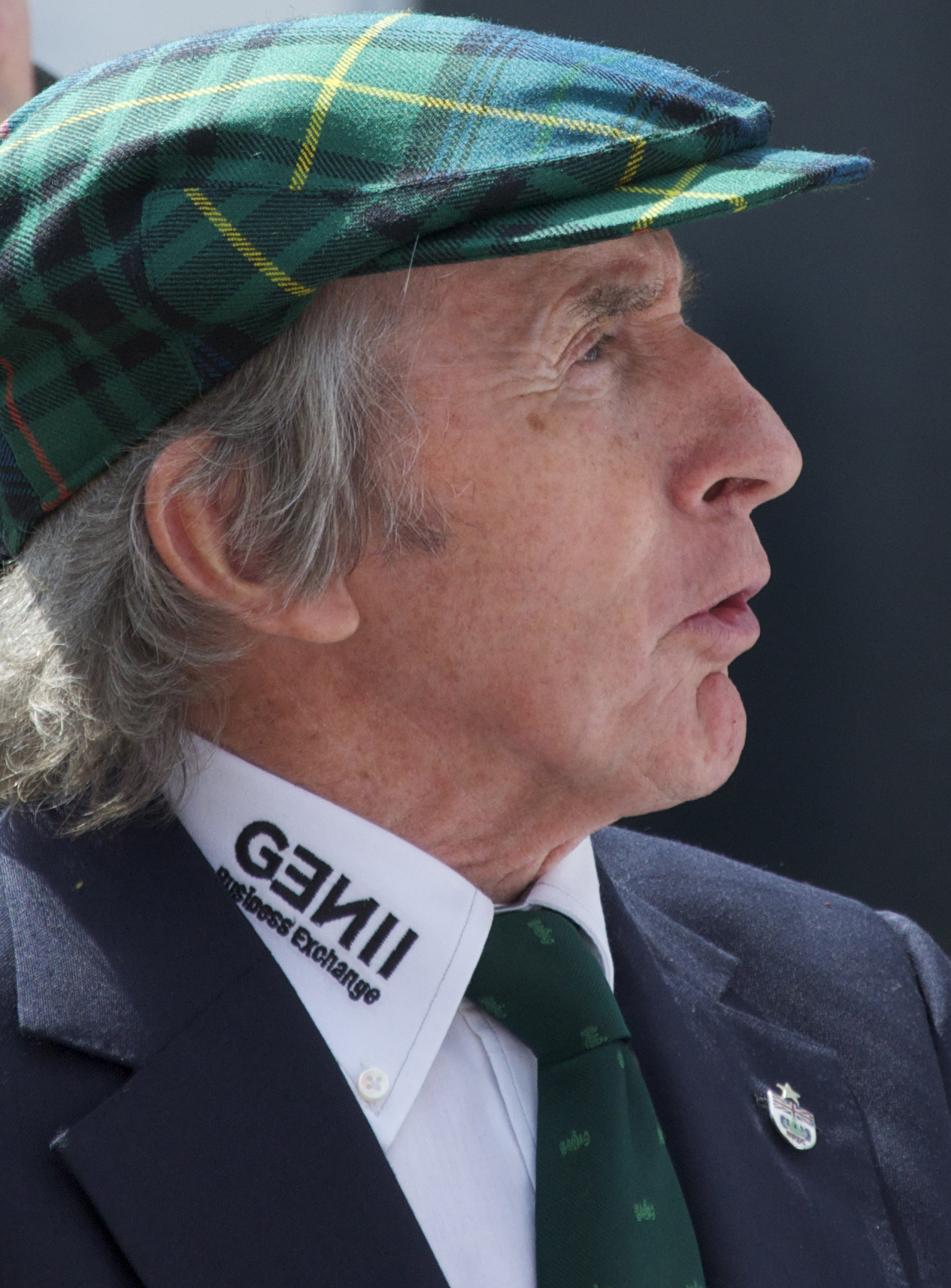
Jackie Stewart – założyciel zespołu Stewart Grand Prix

Początki Jaguar Racing sięgają zespołu Stewart Grand Prix założonego przez Jackiego Stewarta i jego syna Paula w 1996 roku. Team za sprawą Jackiego Stewarta był silnie powiązany z Fordem, który zgodził się dostarczać silniki dla brytyjskiego zespołu. Stewart zadebiutował w Formule 1 w sezonie 1997 podczas Grand Prix Australii. W debiutanckim sezonie zespół zdobył 6 punktów za 2 pozycję Rubensa Barrichello w GP Monako. Silniki Forda były zawodne, przez co samochody Stewarta często nie kończyły wyścigów. Sezon 1998 był podobny, zaledwie 5 punktów w 16. wyścigach. Dopiero w ostatnim sezonie startów (1999) zespół odniósł większe sukcesy. Nowe jednostki napędowe amerykańskiego producenta były bardziej niezawodne, co pozwoliło Johnny’emu Herbertowi odnieść pierwsze i jedyne zwycięstwo dla zespołu podczas Grand Prix Europy. W czerwcu 1999 roku, Ford wykupił zespół od Stewartów i przekształcił go w fabryczny team Jaguara, który był własnością producenta z Dearborn.

### Przygotowania do startów
14 września 1999 roku, podczas Frankfurt Motor Show, prezes Jaguara – dr Wolfgang Reitzle oficjalnie ogłosił, że Jaguar Racing otrzymał licencję na starty w Formule 1 w sezonie 2000. Dostawcą jednostek napędowych został Cosworth, który należał wówczas do Forda. Jackie i Paul Stewartowie zatrzymali swoje kierownicze stanowiska, które dzierżyli w Stewart Grand Prix. Tego samego dnia potwierdzono również, że kierowcami będą wicemistrz świata z sezonu 1999 z zespołem Ferrari – Eddie Irvine oraz jedyny zwycięzca wyścigu dla Stewarta – Johnny Herbert.
25 stycznia 2000 roku pokazano publicznie pierwszy bolid zespołu Jaguar Racing. Pojazd oznaczony jako R1 został zaprezentowany podczas gali Jaguara w Londynie. Napędzany 3-litrowym silnikiem widlastym Coswortha samochód przeszedł pomyślne testy na torach Silverstone, Jerez oraz Catalunya. Dostawcą opon została japońska firma Bridgestone, a paliwo i oleje dostarczał amerykański koncern paliwowy – Texaco. Podczas gali ogłoszono również, że Jackie Stewart ustępuje ze stanowiska dyrektora generalnego teamu.

### Sezon 2000 – pierwszy sezon startów
10 marca 2000 roku rozpoczął się sezon 2000. Dzień później odbyły się kwalifikacje do pierwszego wyścigu sezonu – Grand Prix Australii. Zwycięzcą walki o pole position został Fin Mika Häkkinen z McLarena. Eddie Irvine był 7., a Herbert zajął odległą, 20. pozycję. W debiucie Jaguara Herbert musiał się wycofać już na pierwszym okrążeniu, kiedy w jego bolidzie zepsuło się sprzęgło, Irvine na 6. okrążeniu miał wypadek i również nie ukończył wyścigu. Wygrał reprezentant Ferrari – Michael Schumacher.
30 marca poinformowano, że od następnego sezonu zespół będzie korzystał z opon powracającej do Formuły 1 po 16 latach przerwy firmy Michelin.
Drugim wyścigiem sezonu było Grand Prix Brazylii na torze Autódromo José Carlos Pace. Podczas kwalifikacji Irvine uzyskał 6. czas, Herbert był 17. Pole position ponownie zdobył Mika Häkkinen. Mimo dobrych kwalifikacji, ponownie obaj kierowcy nie ukończyli wyścigu. Na 20. okrążeniu Irvine rozbił bolid uderzając w barierę z opon, a Herbert musiał wycofać się na 51. pętli, kiedy to w jego samochodzie współpracy odmówiła skrzynia biegów. Zwyciężył Michael Schumacher.

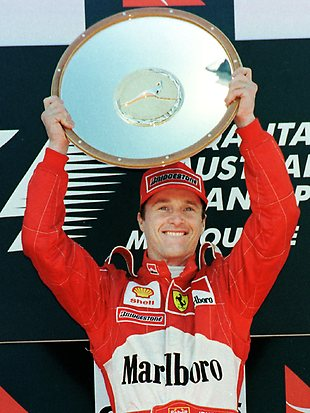
Eddie Irvine, kierowca Jaguara w sezonach 2000–2002

8 kwietnia odbyły się kwalifikacje do trzeciej eliminacji sezonu – Grand Prix San Marino. Eddie Irvine ukończył kwalifikacje na 7. miejscu, a Herbert ponownie był 17. Z pierwszego pola startowego, trzeci raz z rzędu startował Häkkinen. Grand Prix San Marino było pierwszym wyścigiem, który ukończył bolid Jaguara. Irvine utrzymał pozycję z kwalifikacji i dojechał na 7. pozycji, tuż za punktowaną szóstką. Herbert ukończył zmagania na 10. miejscu. Na najwyższym stopniu podium ponownie stanął Michael Schumacher.
14 kwietnia Paul Stewart ustąpił ze stanowiska dyrektora ds. operacyjnych po wykryciu u niego raka jelita grubego. Jego obowiązki przejął prezes zespołu – Neil Ressler.
22 kwietnia Formuła 1 zagościła na Silverstone Circuit. W kwalifikacjach pierwszy był Brazylijczyk Rubens Barrichello z Ferrari. Kierowcy Jaguara – Irvine i Herbert zajęli odpowiednio 9. i 14. miejsce. Wyścig o Grand Prix Wielkiej Brytanii zakończył się dla brytyjskiego teamu bez punktów. Irvine był 13., a Herbert – 12. Zwyciężył Szkot David Coulthard reprezentujący McLarena.
W pierwszy weekend maja odbyło się Grand Prix Hiszpanii na torze Circuit de Catalunya. W sobotnie kwalifikacje najszybszy był Michael Schumacher. Irvine i Herbert powtórzyli wynik sprzed 2 tygodni – do wyścigu startowali odpowiednio z 9. i 14. pozycji. Obaj kierowcy zespołu z Milton Keynes ukończyli wyścig w drugiej dziesiątce. Wygrał Häkkinen przed Coulthardem i Barrichello.
Szóstą rundą było Grand Prix Europy na Nürburgringu. Kwalifikacje wygrał David Coulthard. Irvine był 8., Herbert uplasował się na 16. miejscu. Eddie Irvine po kolizji z Josem Verstappenem reprezentującym Arrowsa zakończył wyścig na 29 okrążeniu. Na 6. okrążeń przed metą z Alexandrem Wurzem z Benettona zderzył się Herbert. Mimo tego, że nie dojechał do mety, został sklasyfikowany na 11. pozycji. Podczas deszczowego Grand Prix najlepszy okazał się Michael Schumacher przed oboma reprezentantami McLarena.
4 czerwca odbyła się kolejna edycja wyścigu o Grand Prix Monako na ulicznym torze Circuit de Monaco. Najszybszym kierowcą podczas kwalifikacji został Michael Schumacher. Irvine był 10., Herbert uzyskał 11. czas. Wyścig, kilkakrotnie restartowany przez karambole i problemy techniczne, ostatecznie zakończył się wygraną Coultharda. Eddie Irvine zdobył pierwsze trzy punkty dla zespołu, finiszując na 4. miejscu, Herbert ukończył wyścig na 9. miejscu na 10. sklasyfikowanych kierowców.
Dwa tygodnie później Formuła 1 przeniosła się do Kanady. Na Circuit Gilles Villeneuve w sobotę najszybszy był Michael Schumacher. Irvine ustanowił 16., a Herbert 11. pole startowe. Wyścig ponownie zakończył się bez punktów dla brytyjskiego teamu – Herbertowi po 14. okrążeniach zepsuła się skrzynia biegów, a Irvine ukończył wyścig z trzema okrążeniami straty do zwycięzcy – Michaela Schumachera.
Dziewiątą eliminacją sezonu 2000 było Grand Prix Francji na Magny-Cours. Irvine ukończył kwalifikacje na 6. miejscu, Herbert uplasował się tuż za pierwszą dziesiątką. Pole position ponownie zdobył Michael Schumacher. Wyścig zakończył się zwycięstwem Davida Coultharda. Irvine, po licznych problemach, linię mety przekroczył jako 13. Herbertowi po raz kolejny posłuszeństwa odmówiła skrzynia biegów i ostatecznie po 20. okrążeniach Brytyjczyk zakończył swój udział w wyścigu.
16 lipca odbyło się Grand Prix Austrii. Kwalifikacje na A1-Ring zdominowali kierowcy McLarena. Pole position zdobył Mika Häkkinen, drugi był David Coulthard, a trzeci Rubens Barrichello z Ferrari. Herbert zakończył kwalifikacje na 16. miejscu. Eddie Irvine ze względu na problemy zdrowotne został zastąpiony kierowcą rezerwowym – Luciano Burtim, który uzyskał 21. czas, jednak z uwagi na problemy z bolidem, Brazylijczyk wystartował z alei serwisowej. Pierwsza trójka z kwalifikacji znalazła się w takiej samej kolejności na podium wyścigu. Herbert zakończył zmagania na 7. miejscu, a Burti był 11..
Dwa tygodnie później odbył się wyścig o Grand Prix Niemiec na torze Hockenheimring. Kwalifikacje wygrał David Coulthard. Obaj kierowcy Jaguara ustanowili czasy w pierwszej dziesiątce, Herbert był 8., a Irvine – 10.. Wyścig ponownie zakończył się bez punktów dla Jaguara. Herbert po raz kolejny nie ukończył zmagań po problemach ze skrzynią biegów, Irvine ukończył wyścig na 10. miejscu. Nagrodę za pierwsze miejsce odebrał Rubens Barrichello.

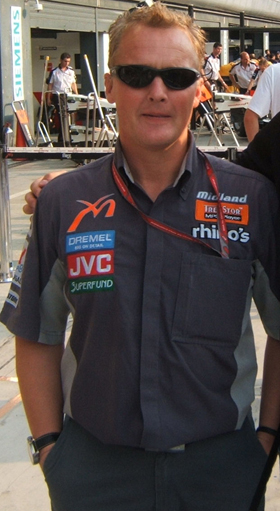
Johnny Herbert, kierowca Jaguar Racing w sezonie 2000

12 sierpnia na Hungaroringu odbyły się kwalifikacje do Grand Prix Węgier. Zmagania wygrał Michael Schumacher, Eddie Irvine ustanowił 10. czas, a Herbert uzyskał 17. rezultat kwalifikacji. Niedzielny wyścig ponownie okazał się pechowy dla Johnny’ego Herberta – kolejny raz nie ukończył wyścigu z powodu zepsutej skrzyni biegów. Irvine awansował o 2 pozycje i ukończył wyścig na 8. miejscu. Zwyciężył Mika Häkkinen przed Michaelem Schumacherem i Davidem Coulthardem.
W ostatni weekend sierpnia kierowcy dotarli na Circuit de Spa-Francorchamps, gdzie odbyło się Grand Prix Belgii. Walkę o pole position wygrał Häkkinen, Johnny Herbert był 9., Irvine – 12.. W wyścigu obaj kierowcy poprawili swoje lokaty z kwalifikacji. Herbert dotarł na metę jako 8., a Eddie Irvine został sklasyfikowany na 10. miejscu. Wygrał zwycięzca kwalifikacji – Mika Häkkinen.
7 września zespół poinformował, że drugim, obok Irvine'a, kierowcą w sezonie 2001 będzie dotychczasowy tester – Luciano Burti. Brazylijczyk zastąpił na stanowisku etatowego kierowcy Brytyjczyka Johnny’ego Herberta.
Dwa dni później odbyły się kwalifikacje do Grand Prix Włoch na legendarnym torze Monza. Najlepszy czas kwalifikacji uzyskał Michael Schumacher. Obaj kierowcy Jaguara znaleźli się w drugiej dziesiątce. Wyścig zakończył się bardzo szybko dla obu kierowców brytyjskiego teamu – Irvine już przed pierwszą szykaną zderzył się z Miką Salo z Saubera i od razu wycofał się z rywalizacji. Z kolei Herbert ucierpiał w karambolu przed drugą szykaną. Po dotarciu do boksów okazało się, że bolid jest niezdolny do jazdy i Brytyjczyk zakończył swój udział w wyścigu. Tragicznie Grand Prix (w karambolu przed pierwszą szykaną zginął strażak, którego uderzyło koło oderwane od jednego z bolidów) wygrał Michael Schumacher przed Miką Häkkinenem i Ralfem Schumacherem z zespołu Williams.
20 września 2000 poinformowano, że były dwukrotny zwycięzca amerykańskiej serii CART – Bobby Rahal przejmie obowiązki szefa zespołu Jaguar Racing od przyszłego sezonu.
Piętnastym wyścigiem sezonu było Grand Prix Stanów Zjednoczonych. Pole position na Indianapolis Motor Speedway wywalczył Michael Schumacher. Irvine odnotował 17., a Herbert 19. czas kwalifikacji. Wyścig na mokrym torze wygrał Michael Schumacher przed kolegą z zespołu – Rubensem Barrichello oraz Heinzem-Haraldem Frentzenem z Jordana. Irvine i Herbert znacznie poprawili swoje pozycje względem kwalifikacji, jednak nie zdobyli w tym wyścigu żadnych punktów. Irvine był 7., a Herbert – 11..
7 października odbyły się kwalifikacje do Grand Prix Japonii, które ponownie wygrał starszy z braci Schumacherów. Irvine startował do wyścigu z 7., a Herbert z 10 pola. Wyścig na Suzuce ponownie zakończył się bez zdobyczy punktowej dla teamu Jaguar. Herbert i Irvine znaleźli się tuż za premiowaną punktami szóstką. Na najwyższym stopniu podium stanął Michael Schumacher, powiększając przewagę w mistrzostwach nad drugim w wyścigu Miką Häkkinenem. Trzeci na mecie był zespołowy kolega Fina – David Coulthard.
Ostatnią – siedemnastą – rundą sezonu 2000 był wyścig o Grand Prix Malezji na torze Sepang. Sobotnie kwalifikacje po raz kolejny zdominował Michael Schumacher. Irvine startował z 4., a Herbert z 6. linii. Ostatni wyścig sezonu wygrał Schumacher, zdobywając tytuł mistrza świata. Herbert po wypadku z powodu uszkodzonego zawieszenia zakończył swój udział w wyścigu na 49 okrążeniu, natomiast Eddie Irvine dotarł na metę jako 6., zdobywając jeden punkt do klasyfikacji kierowców i konstruktorów.
Sezon 2000 zakończył się zwycięstwem Niemca Michaela Schumachera z Ferrari. Podium klasyfikacji kierowców uzupełnili reprezentanci McLarena – Fin Mika Häkkinen i Szkot David Coulthard. Eddie Irvine z 4. punktami na koncie zakończył sezon na 13 pozycji, Johnny Herbert oraz Luciano Burti nie zdobyli punktów i zostali sklasyfikowani kolejno na 17. i 23. miejscu. Tytuł mistrza konstruktorów wywalczyło Ferrari przed McLarenem i Williamsem. Jaguar Racing z 4 punktami został sklasyfikowany na 9. miejscu w ogólnej klasyfikacji.

### Sezon 2001

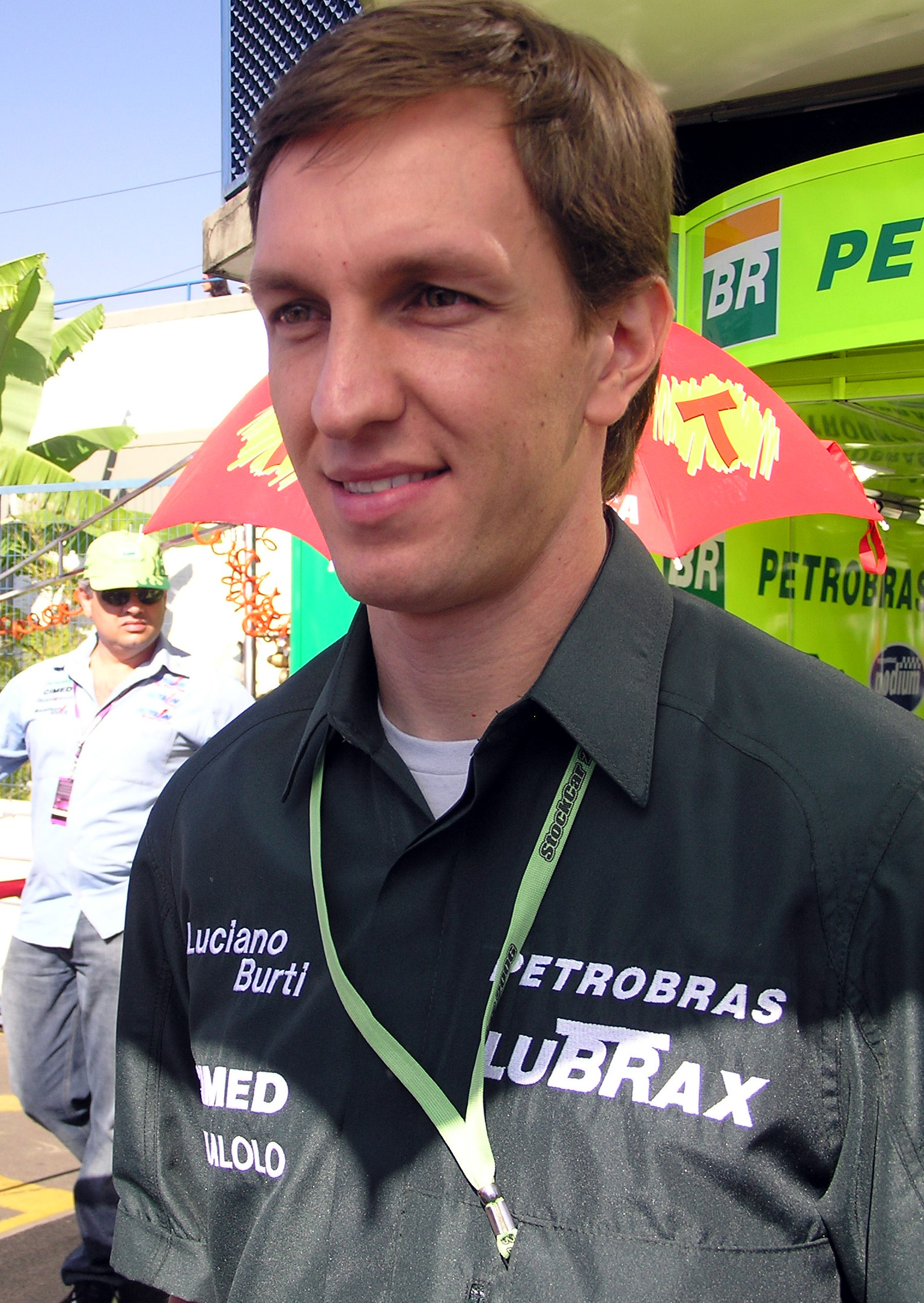
Luciano Burti, kierowca zespołu z Milton Keynes w sezonach 2000–2001

9 stycznia 2001 roku w Coventry zaprezentowano Jaguara R2. Odsłonięcia dokonali kierowcy na sezon 2001 – Brytyjczyk Eddie Irvine oraz Brazylijczyk Luciano Burti. Podczas gali zaprezentowano również zespół Jaguar Racing F3.
20 lutego podpisano kontrakt z Hiszpanem Pedro de la Rosą na stanowisku kierowcy testowego Jaguara.
Nowy sezon ruszył w pierwszy weekend marca 2001 roku. Podobnie jak z poprzednim sezonie, inauguracyjnym wyścigiem było Grand Prix Australii. 3 marca rozpoczęła się pierwsza w tym roku walka o pole position, którą zdominowali reprezentanci Ferrari – ubiegłoroczny mistrz – Michael Schumacher oraz Brazylijczyk Rubens Barrichello. Zaraz za nimi uplasował się wicemistrz z poprzedniego sezonu – Mika Häkkinen. Eddie Irvine uzyskał 12. czas, a Burti "wykręcił" przedostatni, 21. rezultat. Jaguar po raz pierwszy ukończył wyścig na Albert Park Circuit – Burti dotarł do mety na 8. pozycji, Brytyjczyk był 11. Obaj kierowcy mieli ponad jedno okrążenie straty do zwycięzcy wyścigu – Michaela Schumachera.
Dwa tygodnie później Formuła 1 przeniosła się do Azji, gdzie odbyło się Grand Prix Malezji. Kwalifikacje na Sepang International Circuit ponownie wygrał Michael Schumacher. Eddie Irvine zakwalifikował się do wyścigu z 12. pola, a Brazylijczyk Burti musiał zadowolić się 15. miejscem. Wyścig dość szybko zakończył się dla Brytyjczyka – już na 3. okrążeniu na skutek wycieku wody Irvine musiał zakończyć wyścig. Burti natomiast zameldował się na mecie jako 10. Na najwyższym stopniu podium stanął Michael Schumacher, drugi był Rubens Barrichello, a ostatnie miejsce na podium przypadło Davidowi Coulthardowi z McLarena.
31 marca rozpoczęły się kwalifikacje do trzeciej eliminacji sezonu – Grand Prix Brazylii. Kwalifikacje ponownie wygrał starszy z braci Schumacherów. Kierowcy Jaguara do wyścigu ustawili się w siódmym rzędzie. 1 kwietnia na Autódromo José Carlos Pace odbył się wyścig. Obaj kierowcy brytyjskiego teamu nie ukończyli wyścigu – Burtiemu po 30. kółkach posłuszeństwa odmówił silnik, a Irvine na 54. okrążeniu wypadł z toru. Zwyciężył 5. w kwalifikacjach David Coulthard. Drugi był Michael Schumacher, a podium uzupełnił inny Niemiec – Nick Heidfeld z Saubera.
Czwartym wyścigiem było Grand Prix San Marino. Kwalifikacje na torze Autodromo Enzo e Dino Ferrari wygrał David Coulthard. Irvine zakwalifikował się z 13., a Burti z 15. miejsca. Wyścig ponownie nie okazał się szczęśliwy dla Brytyjczyka, na 43. okrążeniu silnik w jego Jaguarze odmówił współpracy. Burti natomiast po niezbyt porywającej jeździe wyścig zakończył na 11. miejscu. Zwycięzcą został Ralf Schumacher z BMW.Williams, na dalszych miejscach uplasowali się Coulthard i Barrichello.
19 kwietnia do wiadomości publicznej podano, że dotychczasowy etatowy kierowca Jaguara – Luciano Burti przechodzi do zespołu Prost Grand Prix, zastępując we francuskiej ekipie słabo spisującego się Argentyńczyka Gastóna Mazzacane. Na stanowisko drugiego kierowcy bolidu R2 awansował tester Jaguar Racing – Pedro de la Rosa.
Dziewięć dni później de la Rosa mógł pokazać się przed własną publicznością podczas kwalifikacji do Grand Prix Hiszpanii. Hiszpan nie włączył się do walki o pole position, uzyskując 20. czas kwalifikacji. Eddiemu Irvine’owi poszło nieco lepiej i do niedzielnego wyścigu ruszał z 13. pola. Kwalifikacje wygrał Michael Schumacher. Również wyścig nie był dobry dla de la Rosy. Już na 5. okrążeniu zderzył się z Heinzem-Haraldem Frentzenem z zespołu Eddiego Jordana i po wypadnięciu z toru musiał wycofać się z wyścigu. Z kolei Brytyjczykowi na 17. okrążeń przed metą zepsuł się silnik. Zwycięzcą wyścigu na Circuit de Catalunya został Michael Schumacher przed Juanem Pablo Montoyą z teamu Franka Williamsa oraz mistrzem świata z sezonu 1997 – Jakiem Villeneuve z British American Racing.
Kolejną eliminacją było Grand Prix Austrii. Kwalifikacje na A1-Ring po raz kolejny wygrał Michael Schumacher. Kierowcy Jaguara startowali do wyścigu obok siebie, z 7. linii. W austriackim wyścigu triumfował David Coulthard przed oboma samochodami Ferrari. Eddie Irvine ukończył zmagania na 7. miejscu, a de la Rosa na skutek problemów z przeniesieniem napędu wycofał się z wyścigu na 49. okrążeniu.
26 maja Formuła 1 zawitała na uliczny tor w Monako. Sobotnią walkę o pole position wygrał David Coulthard. Brytyjczyk Irvine ukończył kwalifikacje na 6. miejscu, a de la Rosa uzyskał 14. czas dnia. Podium Grand Prix Monako zdominowały bolidy Ferrari. Pierwszy był Michael Schumacher, drugi Rubens Barrichello, a na najniższym stopniu podium stanął Eddie Irvine, zdobywając pierwsze cztery punkty w sezonie dla siebie i zespołu. Drugi z kierowców Jaguara – Pedro de la Rosa wycofał się z wyścigu po 18. okrążeniach z powodu problemów z hydrauliką.

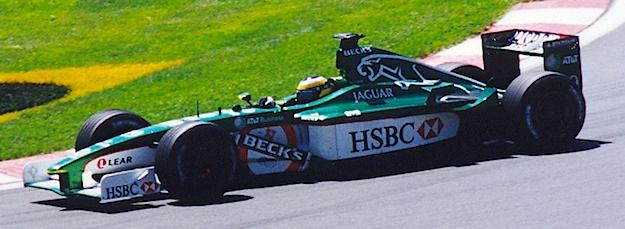
Pedro de la Rosa w bolidzie Jaguar R2 podczas Grand Prix Kanady 2001

Dwa tygodnie później zespoły przeniosły się do Ameryki Północnej, gdzie odbyło się Grand Prix Kanady. Pole position po raz kolejny w tym sezonie zdobył Michael Schumacher. De la Rosa "wykręcił" czas 1:18,015, co pozwoliło mu na zajęcie 14. miejsca, Irvine z czasem gorszym o 0,001 sek. sklasyfikowany został pozycję niżej. Circuit Gilles Villeneuve okazał się zwycięski dla Ralfa Schumachera, który wyprzedził brata Michaela oraz Fina Mikę Häkkinena. Pedro de la Rosa ukończył wyścig na 6. pozycji zdobywając 1 punkt, natomiast Irvine już na drugim okrążeniu zderzył się z Nickiem Heidfeldem i oba samochody zatrzymały się na żwirowym poboczu, kończąc swój udział w wyścigu.
Dziewiątym wyścigiem sezonu 2001 była walka o prymat w Grand Prix Europy. Kwalifikacje, podobnie jak przed dwoma tygodniami wygrał Michael Schumacher. Jaguar Racing musiał zadowolić się miejscami startowymi w drugiej dziesiątce. Zwycięstwo w wyścigu na niemieckim Nürburgringu odniósł, podobnie jak przed rokiem, Michael Schumacher przed Juanem Pablo Montoyą i Davidem Coulthardem. Kierowcy Jaguara – Eddie Irvine i Pedro de la Rosa zajęli odpowiednio 7. i 8. miejsce.
30 czerwca odbyły się kwalifikacje do Grand Prix Francji, które wygrał młodszy Schumacher. Eddie Irvine uzyskał 12. wynik kwalifikacji, de la Rosa był 14. Kierowców brytyjskiego teamu przedzielił Kimi Räikkönen z Saubera. Wyścig na Circuit de Nevers Magny-Cours szczęśliwie wygrał Michael Schumacher, po nałożeniu kary na Coultharda. Pedro de la Rosa ukończył Grand Prix na 14. miejscu, natomiast Eddie Irvine musiał wycofać się z wyścigu po przejechaniu 54. okrążeń na skutek usterki silnika.
14 dni później Formułę 1 gościł Silverstone Circuit. Kwalifikacje wygrał Michael Schumacher przed dwoma McLarenami. De la Rosa ukończył zmagania na 13. pozycji, Eddie Irvine był 15.. Grand Prix Wielkiej Brytanii wygrał Häkkinen przed starszym z braci Schumacherów i Rubensem Barrichello. Obaj kierowcy Jaguar Racing minęli linię mety – Brytyjczyk uplasował się na 9. pozycji, a de la Rosa ukończył wyścig jako 12..
Kwalifikacje do dwunastej eliminacji sezonu – Grand Prix Niemiec zdominowali reprezentanci teamu Franka Williamsa. Pole position zdobył Juan Pablo Montoya przed Niemcem Ralfem Schumacherem. Trzeci był Häkkinen. Wyścig na Hockenheimring wygrał młodszy Schumacher, drugi był Rubens Barrichello, a trzeci Jacques Villeneuve. Grand Prix Niemiec obfitowało w wiele wypadków. Na jednym z nich, już na pierwszym okrążeniu wyścig zakończył Pedro de la Rosa, który uderzył w samochód Nicka Heidfelda. Z kolei Irvine wycofał się z wyścigu na 16. okrążeniu na skutek problemów z ciśnieniem paliwa.
18 sierpnia odbyły się eliminacje do Grand Prix Węgier, które wygrał Michael Schumacher. Kierowcy Jaguara startowali do niedzielnego wyścigu z 7. linii. Eddie Irvine nie zaliczył wyścigu na Hungaroringu do udanych – już na pierwszym okrążeniu wypadł z toru i nie powrócił do wyścigu, nie mogąc wyjechać ze żwirowego pobocza. Hiszpan z Jaguara natomiast ukończył wyścig na niepunktowanym, 11. miejscu. Zwycięzcą został Michael Schumacher, przed zespołowym kolegą – Rubensem Barrichello oraz Davidem Coulthardem z McLarena.
24 sierpnia, podczas narady szefostwa Jaguar Racing w Londynie podjęto decyzję o usunięciu ze stanowiska dyrektora generalnego zespołu – Bobby’ego Rahala z powodu domniemanej "sprzedaży" Eddiego Irvine'a do zespołu Jordan. Wakat po Rahalu objął ze skutkiem natychmiastowym zwierzchnik Amerykanina – Austriak Niki Lauda.
Czternastym wyścigiem sezonu było Grand Prix Belgii na torze Spa. Walkę o pole position z czasem 1:52,072 wygrał Juan Pablo Montoya, przed kolegą z zespołu Williams. Pedro de la Rosa zamknął pierwszą dziesiątkę, a Eddie Irvine był 17.. Już na pierwszym okrążeniu po zderzeniu z Luciano Burtim z wyścigu musiał wycofać się Irvine. Wtedy też przerwano wyścig i postanowiono go skrócić do 36 okrążeń. Po restarcie los Brytyjczyka podzielił de la Rosa, który po kolizji z Heidfeldem uszkodził tylne zawieszenie. Zwycięzcą emocjonującego wyścigu został Michael Schumacher przed Davidem Coulthardem i Giancarlo Fisichellą z Benettona.
15 września rozpoczęły się kwalifikacje do Grand Prix Włoch. Na Monzy najszybszy był Juan Pablo Montoya. Hiszpan z Jaguara, podobnie jak przed dwoma tygodniami zakwalifikował się do wyścigu z 10. pola, a czas Eddiego Irvine'a pozwolił mu na start z 13. miejsca. Niedziela nie ułożyła się dobrze dla Irvine'a – na 14. okrążeniu zepsuł się silnik w jego bolidzie, natomiast de la Rosa ukończył wyścig na piątej pozycji, zdobywając na konto swoje i zespołu dwa punkty. Zwycięzcą wyścigu na jednym z najszybszych torów na świecie został zdobywca pierwszego pola startowego – Juan Pablo Montoya przed Ferrari Rubensa Barrichello i Ralfem Schumacherem.
Dwa tygodnie później Formuła 1 wróciła do Stanów Zjednoczonych, gdzie odbyło się przedostatnie Grand Prix w tym sezonie – Grand Prix Stanów Zjednoczonych. Kwalifikacje wygrał Michael Schumacher przed dwoma Williamsami. Kierowcy Jaguara zostali rozdzieleni Heinzem-Haraldem Frentzenem z Prosta i startowali z 14. (Irvine) i 16. (de la Rosa) pozycji. Zwycięzcą wyścigu na torze Indianapolis Motor Speedway został Mika Häkkinen przed Michaelem Schumacherem i kolegą z teamu McLaren – Davidem Coulthardem. Irvine ukończył wyścig na 5. pozycji, zdobywając 2 punkty do dorobku Mistrzostw Świata, natomiast de la Rosa awansował o 4 pozycje względem kwalifikacji i ukończył zmagania na 12. miejscu.
Jako ostatnie, odbyło się Grand Prix Japonii na Suzuka Circuit. Ostatnią batalię o pierwsze pole startowe w tym sezonie zwyciężył Michael Schumacher przed Montoyą i bratem Ralfem. Eddie Irvine ukończył kwalifikacje na 13. pozycji, a Hiszpan, podobnie jak w poprzednim wyścigu, zdobył 16. pole startowe. Suzuka nie okazała się łaskawa dla kierowców Jaguara – na skutek zepsutej maszyny tankującej Brytyjczykowi zabrakło paliwa w samochodzie. Na 46 okrążeniu z bolidu de la Rosy zaczął wyciekać olej i Hiszpan również nie pojawił się na mecie wyścigu. Ostatnie Grand Prix wygrał Michael Schumacher przed Juanem Pablo Montoyą i Davidem Coulthardem.
Sezon 2001 ponownie należał do Michaela Schumachera i Ferrari. Zdominowali oni obie klasyfikacje. Wśród kierowców drugie miejsce zajął David Coulthard z McLarena, a trzeci był partner Schumachera z Ferrari – Rubens Barrichello. Kierowcy Jaguara – Eddie Irvine z 6. punktami znalazł się na 12. miejscu w ogólnej klasyfikacji. De la Rosa zdobył 3 punkty, co dało mu 16 lokatę, natomiast Burti (który startował również dla Prost Grand Prix) nie zdobył punktu i ukończył sezon na 20. pozycji. W klasyfikacji konstruktorów za włoskim zespołem ponownie znalazły się brytyjskie teamy McLarena i Williamsa. Jaguar Racing, który zdobył 9 punktów, sklasyfikowany został pozycję wyżej niż w roku ubiegłym, czyli na 8. miejscu.

### Sezon 2002
4 stycznia 2002 roku zaprezentowano bolid o oznaczeniu R3 w siedzibie zespołu w Milton Keynes. Odsłonięcia dokonali szef zespołu – Niki Lauda oraz kierowcy na sezon 2002 – Eddie Irvine i Pedro de la Rosa. Tego samego dnia ogłoszono również nawiązanie współpracy z młodym niemieckim kierowcą André Lottererem, który został testerem brytyjskiego teamu.

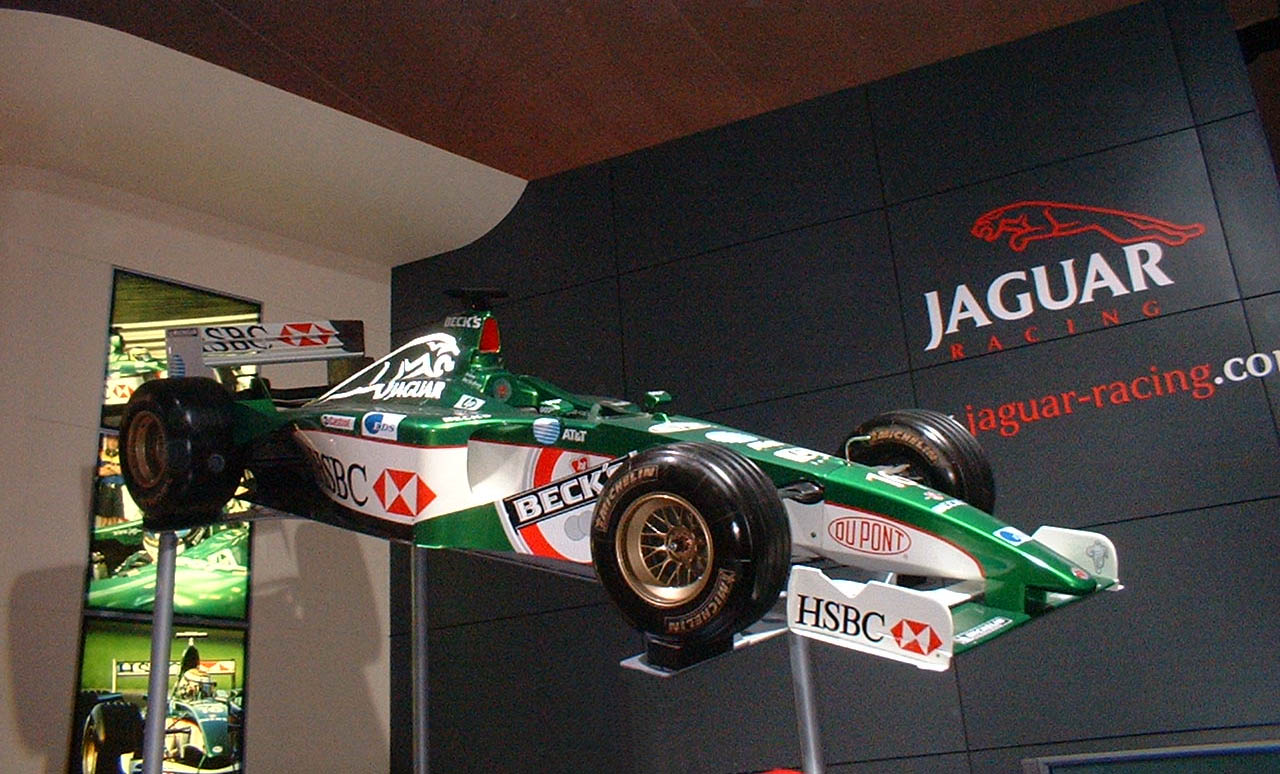
Jaguar R3, bolid zespołu Jaguar w pierwszej połowie sezonu 2002 (do Grand Prix Europy włącznie)

Miesiąc później Steve Nichols, który zajmował stanowisko dyrektora technicznego, odszedł z zespołu. Przyczyną rezygnacji były słabe osiągi bolidu podczas testów. Obowiązki Nicholsa zajął dyrektor zarządzający – Guenther Steiner.
1 marca rozpoczęły się pierwsze treningi sezonu 2002. Następnego dnia odbyły się kwalifikacje do Grand Prix Australii, które zdominowało Ferrari. Pole position zdobył Rubens Barrichello przed Michaelem Schumacherem i Ralfem Schumacherem z Williamsa. Eddie Irvine ukończył kwalifikacje na 19., a de la Rosa na 20. miejscu. Już na początku wyścigu doszło do karambolu, który wyeliminował z wyścigu 8 bolidów. Wśród nich nie było jednak reprezentantów Jaguara, którzy bez większych problemów dojechali do mety. De la Rosa ukończył wyścig na 8. miejscu, a Irvine zdobył 3 punkty za zajęcie 4. pozycji w wyścigu. Zwyciężył Michael Schumacher, drugi był Juan Pablo Montoya z Williamsa, a podium dopełnił nowy kierowca McLarena – Kimi Räikkönen.
Kwalifikacje do drugiej rundy sezonu – Grand Prix Malezji ponownie wygrał kierowca włoskiego teamu, tym razem był to Michael Schumacher. Pedro de la Rosa zakwalifikował się do wyścigu z 17. pola, a Brytyjczyk z Jaguara uzyskał 20. czas dnia. Wyścig na torze Sepang wygrał Ralf Schumacher przed zespołowym kolegą – Juanem Pablo Montoyą i bratem Michaelem. Eddie Irvine wycofał się w Grand Prix na 31. okrążeniu z powodu kłopotów z hydrauliką. Hiszpan ukończył zmagania na 10. pozycji.
W ostatni weekend marca odbyło się Grand Prix Brazylii na torze Autódromo José Carlos Pace. Walkę o pole position wygrał Juan Pablo Montoya. Pedro de la Rosa ustanowił 11. czas, a Irvine był 13. Kierowców Jaguara przedzielił Felipe Massa z Saubera. Wyścig na lewoskrętnym torze wygrał Michael Schumacher. Podium uzupełnili Ralf Schumacher z teamu Franka Williamsa oraz David Coulthard z McLarena. Kierowcy Jaguara ukończyli wyścig tuż za punktowaną szóstką – Brytyjczyk był 7., a Hiszpan 8..
Dwa tygodnie później rozpoczęła się walka o pierwsze pole startowe do Grand Prix San Marino. Zwycięzcą eliminacji został Michael Schumacher przed Rubensem Barrichello i dwoma Williamsami. Eddie Irvine zakwalifikował się do wyścigu z 18. pola, a ostatni, 21. czas uzyskał Pedro de la Rosa (faktycznie ostatni był Alex Yoong z Minardi, ale jego czas nie pozwolił mu na występ w wyścigu). Wyniki po wyścigu nie uległy zmianie od kwalifikacji. Dublet zanotowało Ferrari, trzeci był Ralf Schumacher, a czwarty Montoya. Na Autodromo Enzo e Dino Ferrari kierowców Jaguara dopadła ta sama usterka – szkodzenie półosi napędowej. Z tego powodu, na 31. okrążeniu z wyścigu odpadł Hiszpan, a 15 okrążeń później to samo spotkało Irvine'a.
Piątą eliminacją w roku 2002 było Grand Prix Hiszpanii na torze pod Barceloną. Pozycje pierwszych pięciu kierowców były identyczne jak przed dwoma tygodniami. Eddie Irvine ustanowił 15. czas okrążenia, jednak po przebadaniu próbki paliwa z jego bolidu okazało się, że jest niezgodne z regulaminem. Decyzją sędziów czas Brytyjczyka został anulowany i Irvine musiał startować do wyścigu z końca stawki. Pedro de la Rosa zakwalifikował się do domowego wyścigu na 17. pozycji (start z 16. pola po karze dla zespołowego kolegi). Kierowcy brytyjskiego zespołu po raz kolejny nie ukończyli wyścigu – de la Rosa już na 2. okrążeniu utknął w żwirowisku przy 6. zakręcie toru. Irvine zakończył udział w wyścigu na 42. okrążeniu z powodu kłopotów z hydrauliką. Zwycięzcą wyścigu po raz kolejny został Michael Schumacher, drugi był Montoya, a trzeci Coulthard.
11 maja na A1-Ring odbyły się kwalifikacje do Grand Prix Austrii, które wygrał Rubens Barrichello przed Ralfem i Michaelem Schumacherem. Irvine i de la Rosa okazali się szybsi tylko od kierowców Minardi i startowali do wyścigu z przedostatniej, 10. linii. Pech nie oszczędził kierowców Jaguara również w tym wyścigu. Już w drugim zakręcie w bolidzie Hiszpana zepsuła się przepustnica i po kilkuset metrach de la Rosa zatrzymał swój samochód na poboczu, natomiast Jaguar R3 Irvine'a został unieruchomiony z powodu awarii układu hydraulicznego. Zmierzający po pewną wygraną w wyścigu Barrichello, po otrzymaniu polecenia od szefa zespołu przepuścił na ostatnich metrach Michaela Schumachera, umożliwiając mu odniesienie kolejnego zwycięstwa, w marszu po trzeci z rzędu tytuł mistrza świata. Jako trzeci na metę dojechał Juan Pablo Montoya. Za zamieszanie na podium (Schumacher ustąpił Barrichello miejsca na najwyższym stopniu podium), FIA ukarała kierowców Ferrari milionem dolarów grzywny.

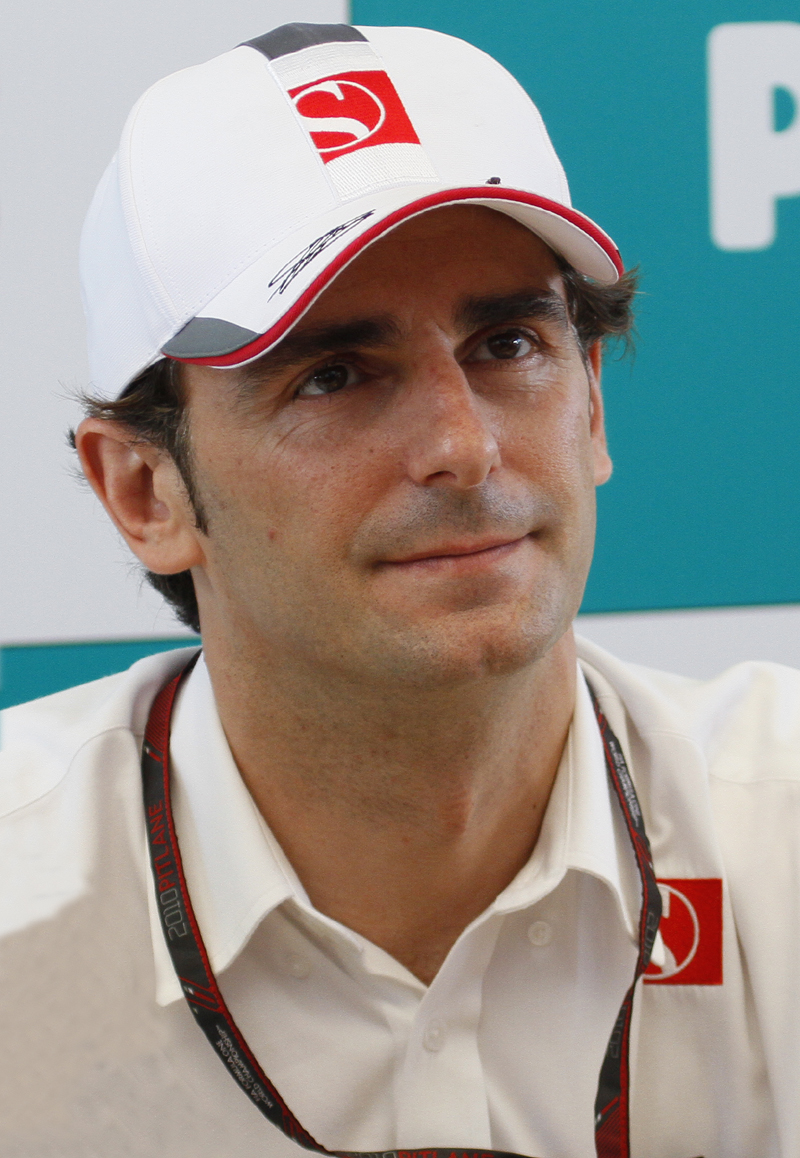
Pedro de la Rosa, kierowca zespołu Jaguar w sezonach 2001–2002

Kolejną rundą było Grand Prix Monako, które odbyło się 26 maja na Circuit de Monaco. Dzień wcześniej kierowcy Formuły 1 musieli stoczyć walkę o pole position. Kwalifikacje wygrał Juan Pablo Montoya przed Davidem Coulthardem i Michaelem Schumacherem. Pedro de la Rosa i Eddie Irvine ustanowili czasy, które dały im odpowiednio 20. i 21. pozycję startową. Wyścig na ulicznym torze w księstwie wygrał Coulthard przed Michaelem Schumacherem, trzeci był młodszy brat Michaela – Ralf. Kierowcy Jaguar Racing pierwszy raz od Grand Prix Brazylii ukończyli wyścig. Hiszpan przekroczył metę jako 10., a Irvine był 9., obaj ze stratą dwóch okrążeń do Coultharda.
Po dwóch tygodniach Formuła 1 przeniosła się do Kanady na Circuit Gilles Villeneuve. Zwycięzcą kwalifikacji ponownie okazał się Kolumbijczyk Montoya, przed mistrzem świata z zeszłego sezonu i jego zespołowym partnerem – Rubensem Barrichello. Eddie Irvine "wykręcił" 14., a de la Rosa 16. czas. Rozdzielił ich Takuma Sato z zespołu Jordan Grand Prix. W wyścigu o Grand Prix Kanady najlepszy był Michael Schumacher przed Davidem Coulthardem i Rubensem Barrichello. De la Rosa ukończył swój udział w zmaganiach po 29. okrążeniach z powodu uszkodzenia skrzyni biegów, a Brytyjczyk przegrzał silnik i po 41. okrążeniach również musiał wycofać się z rywalizacji.
Półmetkiem sezonu było Grand Prix Europy na Nürburgringu. Pole position po raz trzeci z rzędu wywalczył Juan Pablo Montoya. Pedro de la Rosa startował do wyścigu z 8. linii, a Irvine ustawił się tuż za nim. Wyścigu nie ukończył Irvine, któremu na 42. okrążeniu posłuszeństwa odmówiła hydraulika. Hiszpan natomiast na metę dotarł jako 11. Dublet na niemieckim torze zanotowało Ferrari. Zwyciężył Barrichello przed Schumacherem i Kimim Räikkönenem z McLarena.
6 lipca Formuła 1 odwiedziła Silverstone Circuit, gdzie odbyło się Grand Prix Wielkiej Brytanii. W wyścigu tym, debiut miało nowe nadwozie brytyjskiego konstruktora – Jaguar R3B. Najlepszy czas dnia ponownie uzyskał Montoya. Drugie i trzecie pole startowe zajęli Rubens Barrichello i Michael Schumacher. Eddie Irvine zakwalifikował się do domowego wyścigu z 19. czasem, a de la Rosa uzyskał ostatni, 21. czas (Alex Yoong nie zakwalifikował się). W niedzielę ponownie rozgorzała walka, tym razem o zwycięstwo w Grand Prix. Eddie Irvine nie ukończył wyścigu – na 34. okrążeniu wpadł w poślizg i uszkodził bolid, uderzając w bandy okalające tor. Hiszpan natomiast ukończył zmagania na 11. pozycji. Zwycięstwo w wyścigu ponownie odniósł starszy Schumacher przed Rubensem Barrichello i Juanem Pablo Montoyą.
Kwalifikacje do jedenastego wyścigu w kalendarzu – Grand Prix Francji piąty raz z rzędu wygrał Montoya przed oboma Ferrari. Eddie Irvine zakwalifikował się do niedzielnego wyścigu na 9. pozycji, a Pedro de la Rosa uzyskał 15. czas eliminacji. W niedzielę na starcie nie stawali się obaj kierowcy zespołu Arrows – Heinz-Harald Frentzen i Enrique Bernoldi (ograniczenie działalności z powodu problemów finansowych zespołu) oraz Jarno Trulli z zespołu Eddiego Jordana, który ucierpiał w wypadku podczas treningów. Na starcie do Grand Prix Francji stanęło 19. kierowców, z czego wyścig ukończyło 11. Wśród pechowców znalazł się Irvine, któremu na 53. okrążeniu odpadł tylny spoiler. Brytyjczyk wpadł w poślizg i utknął na żwirowym poboczu. Pedro de la Rosa ukończył Grand Prix na 9. pozycji. Zwyciężył Michael Schumacher przed Kimim Räikkönenem i Davidem Coulthardem (obaj McLaren).
Hockenheimring gościł Formułę 1 w ostatni weekend lipca. Pierwsze pole startowe zdobył reprezentant gospodarzy – Michael Schumacher. Kierowcy brytyjskiego teamu – Eddie Irvine i Pedro de la Rosa zakwalifikowali się odpowiednio na 16. i 20. pozycji. Czas gorszy od 107% czasu pole position uzyskał Alex Yoong i Malezyjczyk nie wziął udziału w Grand Prix. Grand Prix Niemiec nie ukończył żaden z kierowców Jaguara – de la Rosa już na pierwszym okrążeniu miał awarię układu przeniesienia napędu i zakończył swoją jazdę. Irvine’owi natomiast na 9 okrążeń przed metą posłuszeństwa odmówiły hamulce. Wygrał po raz kolejny Michael Schumacher przed Kolumbijczykiem Montoyą i bratem Ralfem.
Po trzech tygodniach na Hungaroringu odbyły się kwalifikacje do Grand Prix Węgier. W pierwszej linii do wyścigu stanęły czerwone bolidy Ferrari (Barrichello i M. Schumacher), a za nimi dwa Williamsy (R. Schumacher i Montoya). Obok siebie, w 8. linii stanęli de la Rosa i Irvine z Jaguara. Węgierskiego Grand Prix nie ukończył Irvine, po 23. okrążeniach Brytyjczyka dopadły problemy techniczne. Drugi z kierowców Jaguara awansował o 3 pozycje i ukończył zmagania na 13. miejscu. Pierwsza trójka nie zmieniła się od startu – pierwszy był Barrichello, drugi Michael, a trzeci Ralf Schumacher.
31 sierpnia oczy kibiców zwróciły się ku Belgii, gdzie odbyły się kolejne eliminacje na Circuit de Spa-Francorchamps. Zwycięzcą ponownie okazał się kierowca Ferrari, tym razem był to jednak Schumacher. Obok Niemca startował Kimi Räikkönen, a tuż za nimi do wyścigu ruszał Rubens Barrichello. Irvine uzyskał 8. czas kwalifikacji, a de la Rosa startował do Grand Prix Belgii z 11. miejsca. 1 września ruszył wyścig, w którym ponownie najlepszy okazał się Michael Schumacher. Podium uzupełnili Barrichello i Montoya. Eddie Irvine awansował o 2. pozycje i dojeżdżając na 6. pozycji zdobył 1 punkt do klasyfikacji kierowców i konstruktorów. Pedro de la Rosa zakończył wyścig przedwcześnie z powodu uszkodzenia tylnego zawieszenia.
Kwalifikacje do 15 rundy sezonu 2002 – Grand Prix Włoch wygrał Juan Pablo Montoya. Obaj kierowcy Jaguara, po raz pierwszy w sezonie zakwalifikowali się w pierwszej dziesiątce – Brytyjczyk był 5., a Hiszpan 8.. Najszybszy w wyścigu na Monzy okazał się Rubensa Barrichello przed kolegą z teamu oraz Eddiem Irvine’em, który mógł dopisać do swojego dorobku punktowego 4 punkty. Pedro de la Rosa po kolizji z Felipe Massą z Saubera musiał zakończyć swoją jazdę.

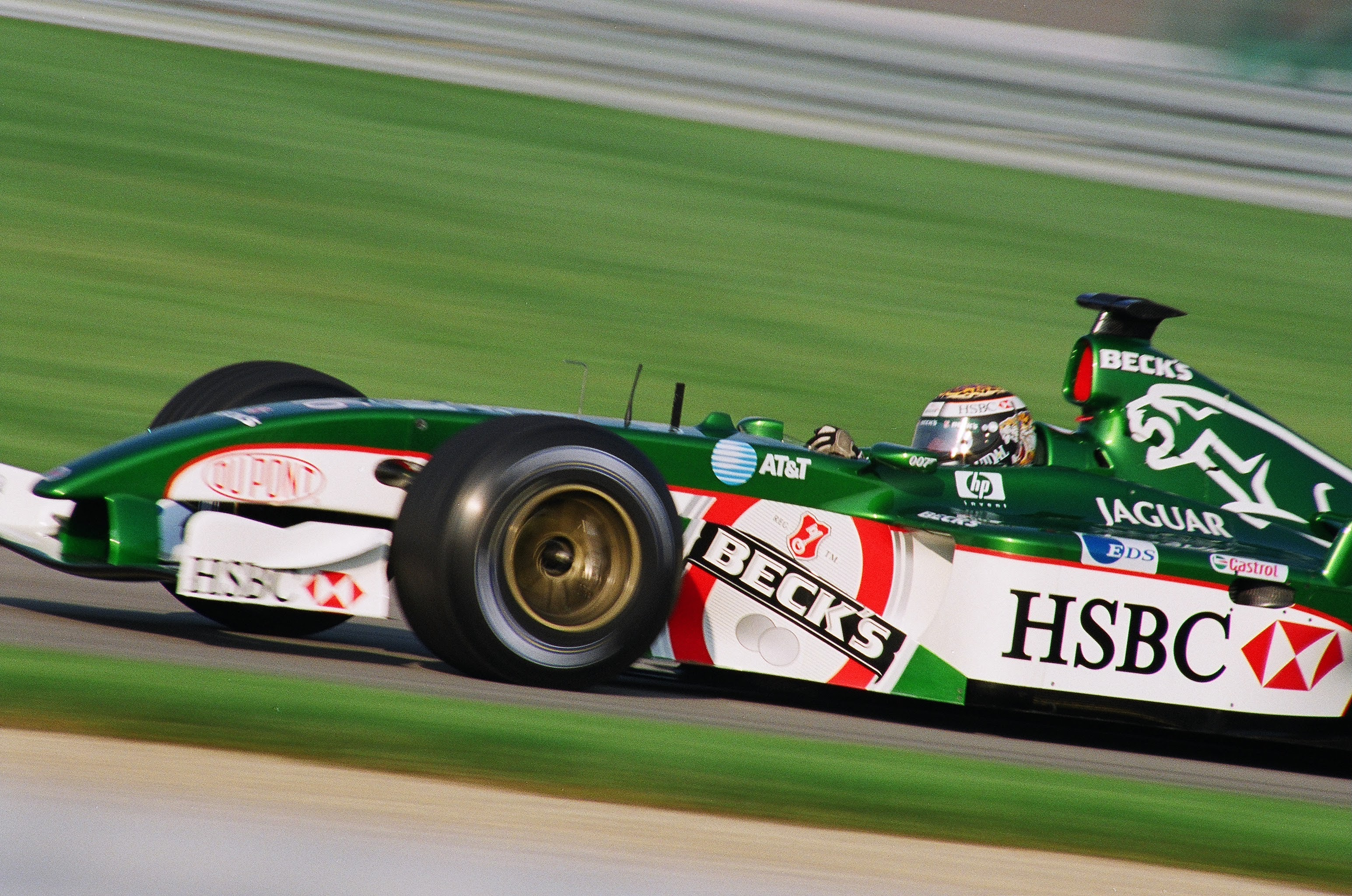
Eddie Irvine w samochodzie Jaguar R3B podczas Grand Prix Stanów Zjednoczonych 2002

Przedostatnim weekendem było Grand Prix Stanów Zjednoczonych na torze Indianapolis Motor Speedway. Pierwsze pole startowe wywalczył Michael Schumacher. Kierowcy Jaguara zajęli miejsca startowe w drugiej dziesiątce. Wyścig na torze w Indianapolis wygrał Rubens Barrichello, który o 0,011 sekundy wyprzedził Michaela Schumachera. Trzeci, z niespełna 8. sekundami straty, na metę wjechał David Coulthard. Eddie Irvine zakończył rywalizację na 10. pozycji, a Pedro de la Rosie na 28. okrążeniu padł układ przeniesienia napędu.
Sezon zakończył wyścig w Japonii. Kwalifikacje do ostatniego Grand Prix zdominowało Ferrari i to oba czerwone bolidy startowały z pierwszej linii. Za nimi ustawiły się dwa McLareny. Irvine i de la Rosa zajęli odpowiednio 14. i 17. pole startowe. W niedzielnych zmaganiach najlepszą trójką na Suzuka Circuit byli Michael Schumacher, Rubens Barrichello i Kimi Räikkönen. Eddie Irvine ukończył swój ostatni wyścig w karierze na 9. miejscu, a de la Rosa nie dojechał do mety z powodu uszkodzenia układu przeniesienia napędu.
Sezon 2002, który był ostatnim dla Eddiego Irvine'a, całkowicie został zdominowany przez Ferrari, które wygrało 15 z 17 wyścigów. Drugie miejsce w klasyfikacji konstruktorów zajął Williams, a trzeci był McLaren. Jaguar z 8. punktami zajął 7. lokatę. Wśród kierowców niepodzielnie królował Michael Schumacher, który wszystkie Grand Prix sezonu kończył na podium, z czego w 11 wyścigach stawał na najwyższym jego stopniu. Drugim miejscem musiał zadowolić się zespołowy kolega Niemca – Rubens Barrichello, a nagrodę za trzecie miejsce odebrał zdobywca 7. pole position, Kolumbijczyk Juan Pablo Montoya. Eddiemu Irvine’owi 8 punktów dało 9. pozycję końcową, a Pedro de la Rosa, który nie zdobył żadnego punktu został sklasyfikowany na 21. pozycji w klasyfikacji generalnej kierowców.

### Sezon 2003
1 listopada 2002 roku – półtora miesiąca po zakończeniu sezonu – Jaguar Racing przedstawił kierowców, którzy zasiadać będą w Jaguarze R4. Brytyjski zespół postawił na byłego kierowcę Minardi – Australijczyka Marka Webbera, który zastąpił odchodzącego z Formuły 1 Eddiego Irvine'a oraz testera zespołu Williams – Brazylijczyka Antônio Pizzonię w miejsce słabo spisującego się Pedro de la Rosy.
7 listopada zapowiedziano, że nowy bolid zespołu zostanie zaprezentowany 13 stycznia 2003 roku w Wielkiej Brytanii. Przed Bożym Narodzeniem zmieniono datę prezentacji samochodu na 21 stycznia i postanowiono przedstawić bolid tylko i wyłącznie za pośrednictwem Internetu.
Na przełomie listopada i grudnia przeprowadzono redukcję zatrudnienia i restrukturyzację zespołu. Zwolnionych zostało 74 pracowników, a wśród nich szef zespołu – Niki Lauda czy specjalista od aerodynamiki – Mark Handford.

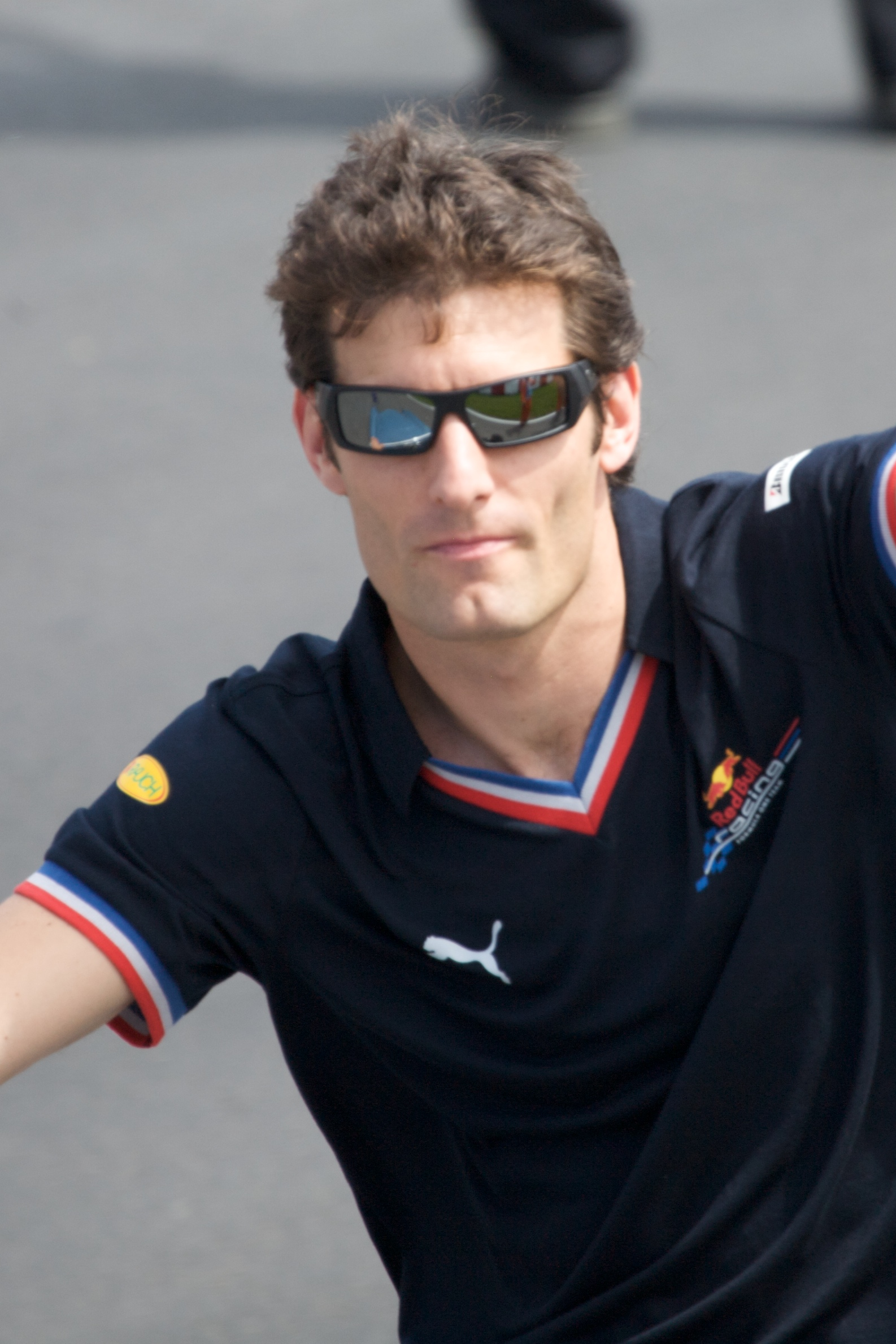
Mark Webber, kierowca brytyjskiego zespołu w sezonach 2003–2004

21 stycznia, zgodnie z zapowiedzią, pokazano światu Jaguara R4. Podczas internetowej prezentacji przedstawiono także kierowców na sezon 2003 – Marka Webbera i Antônio Pizzonię. Do wiadomości publicznej podano również fakt, iż zwolnionego z funkcji szefa zespołu Nikiego Laudę zastąpi wiceprezydent Ford Motor Company – Richard Parry-Jones.
Przed rozpoczęciem sezonu 2003, nastąpiło kilka zmian w regulaminie, głównie w systemie rozgrywania kwalifikacji. Dotychczasowe 12 okrążeń na uzyskanie najlepszego czasu, zamieniono na dwie sesje kwalifikacyjne – piątkową i sobotnią, w których kierowca miał tylko jedno okrążenie pomiarowe na pokazanie swoich umiejętności. Rozszerzono także system punktacji, premiujący punktami miejsca 7. i 8. Nowa punktacja ustalana była według klucza 10-8-6-5-4-3-2-1.
Pierwszą eliminacją w kalendarzu mistrzostw w roku 2003 było Grand Prix Australii. W bezpośredniej sesji kwalifikacyjnej przed wyścigiem kierowcy Jaguara nie wypadli najlepiej – Antônio Pizzonia zakwalifikował się do wyścigu na torze Albert Park na 18. miejscu, a Mark Webber przed własną publicznością uzyskał 14. czas. Eliminacje do wyścigu zdominowało Ferrari. Zwyciężył Michael Schumacher przed Rubensem Barrichello i Juanem Pablo Montoyą z Williamsa. Pierwszego Grand Prix sezonu nie ukończył ani Webber, ani Pizzonia. Australijczyk na 16. okrążeniu wycofał się na skutek uszkodzonego tylnego zawieszenia. Podobna awaria spotkała Brazylijczyka na 5 okrążeń przed końcem. Pizzonia nie przekroczył linii mety, jednak został sklasyfikowany na 13. pozycji. Zwycięzcą wyścigu został David Coulthard z McLarena, drugi był Juan Pablo Montoya, a na najniższym stopniu podium stanął zespołowy kolega Coultharda – Kimi Räikkönen.
22 marca odbyła się II sesja kwalifikacyjna do Grand Prix Malezji, w której najlepsze czasy uzyskiwali kierowcy Renault – Fernando Alonso i Jarno Trulli. Tuż za nimi uplasował się ubiegłoroczny Mistrz Świata – Michael Schumacher. Kierowcy brytyjskiego teamu startowali do niedzielnego wyścigu z 8. linii. Również Malezyjskie Grand Prix nie okazało się szczęśliwe dla Webbera i Pizzonii. Pierwszy wycofał się w rywalizacji po 35. okrążeniach na skutek usterki silnika, drugiemu "skończyły się hamulce" i po wpadnięciu w poślizg Brazylijczyk zatrzymał się na środku żwirowego pobocza. Pierwszą wygraną w karierze odniósł Räikkönen, podium uzupełnili Barrichello i Alonso.
Dwa tygodnie później Formuła 1 przeniosła się do Ameryki Południowej, gdzie w największym kraju kontynentu, odbyło się Grand Prix Brazylii. Decydującą sesję kwalifikacyjną wygrał Rubens Barrichello, a obok niego ustawił się David Coulthard z McLarena. Bardzo dobrą – trzecią pozycję startową wywalczył Mark Webber. Jego zespołowy kolega uzyskał dopiero 17. czas. Wyścigu na Autódromo José Carlos Pace nie ukończyli obaj kierowcy Jaguara. Pizzonia na 26. okrążeniu wpadł w poślizg i uderzył w barierę z opon, uszkadzając samochód. Mark Webber zakończył swój udział w wyścigu na 54. okrążeniu. Również wpadł w poślizg i z dużą siłą uderzył w bariery okalające tor. Wiele odłamków bolidu Australijczyka zostało na prostej startowej. Fernando Alonso najechał na jeden z nich i wpadł w poślizg. Renault R23 Hiszpana uderzyło z dużą prędkością w ścianę z opon. Kierowy nie odnieśli poważniejszych obrażeń i samodzielnie opuścili wraki swoich samochodów. Po wypadkach Webbera i Alonso wyścig przerwano, a nieoczekiwanym zwycięzcą został Giancarlo Fisichella z Jordana, który przewodził stawce przed kraksą kierowcy Renault. Drugie miejsce w skróconym wyścigu zajął Kimi Räikkönen, a na najniższym stopniu podium stanął Alonso.
19 kwietnia odbyły się sobotnie kwalifikacje przed Grand Prix San Marino na Autodromo Enzo e Dino Ferrari, które zdominowali bracia Schumacherowie. Pierwszy był Michael, drugi Ralf, a trzeci Rubens Barrichello. Mark Webber uzyskał 5. czas kwalifikacji, a Antônio Pizzonia "wykręcił" 15. rezultat. Wyścig, podobnie jak w Brazylii nie ułożył się Webberowi – na 8 okrążeń przed metą, awarii uległ układ napędowy. Pizzonia ukończył Grand Prix na 14. miejscu ze stratą 2. okrążeń do zwycięzcy – Michaela Schumachera. Dalsze pozycje zajęli Räikkönen i Barrichello.

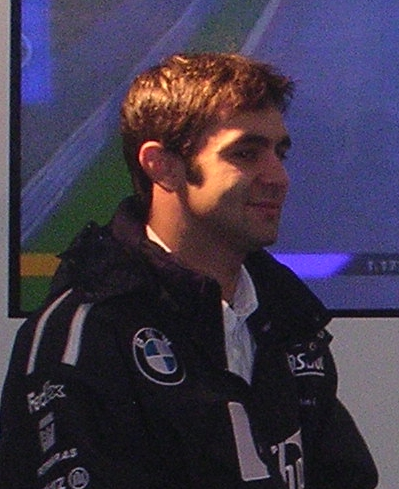
Antônio Pizzonia, kierowca Jaguar Racing w sezonie 2003

Piątą eliminację w kalendarzu sezonu było Grand Prix Hiszpanii. II sesję kwalifikacyjną zdominowało Ferrari – Michael Schumacher i Rubens Barrichello. W drugiej linii ustawili się kierowcy Renault – Fernando Alonso i Jarno Trulli. Mark Webber zajął w walce o pole position 12. miejsce, a Pizzonia uzyskał czas dający 16. pole startowe. Wyścig na katalońskim torze wygrał starszy z braci Schumacherów przed Alonso i Barrichello. Pizzonia nie ruszył z miejsca z powodu problemów z kontrolą startu, a startujący z ostatniej pozycji Räikkönen uderzył w niego, niwecząc szanse obu kierowców na dalszą jazdę. Webber natomiast o 5 miejsc i zdobył 2 punkty, kończąc Grand Prix na 7. miejscu.
9 maja – 5 dni po Grand Prix Hiszpanii, Mark Webber podpisał nowy kontrakt z zespołem, gwarantujący mu starty w Jaguar Racing do końca sezonu 2005.
17 maja odbyła się II część kwalifikacji do Grand Prix Austrii. Sesję kwalifikacyjną wygrał Michael Schumacher przed Kimim Räikkönenem oraz Juanem Pablo Montoyą z teamu Franka Williamsa. Brazylijczyk z Jaguara zakończył eliminacje na 8. pozycji, a Mark Webber zakwalifikował się do wyścigu z 17. pola. Wyścig podobnie jak we wcześniejszym Grand Prix przyniósł 2 punkty dla Jaguar Racing. Siódme miejsce na A1-Ring zajął Webber, Pizzonia ukończył zmagania na 9. pozycji. Wygrał zdobywca pole position – Michael Schumacher przed Finem z McLarena i Rubensem Barrichello.
Kolejny weekend wyścigowy odbył się w księstwie Monako. Pierwsze pole startowe na Torze Monaco wywalczył Ralf Schumacher, drugi był Räikkönen, a trzeci Juan Pablo Montoya. Australijczyk Webber uzyskał 9. czas kwalifikacji, a Pizzonia był 13.. Grand Prix Monako 2003 padło łupem Montoi, który o nieco ponad pół sekundy wyprzedził Kimiego Räikkönena. Na trzecim stopniu podium, ze stratą 1,7 sek. stanął Michael Schumacher. Problemy techniczne wyeliminowały kierowców Jaguara już na początku wyścigu. Pizzoni siadła elektryka, a Webberowi zepsuł się układ pneumatyczny.
14 czerwca Formuła 1 przeniosła się do Ameryki Północnej, gdzie odbyło się Grand Prix Kanady. Sobotnia sesja kwalifikacyjna należała do Williamsa. Wygrał Ralf Schumacher, drugi był Juan Pablo Montoya, a w drugiej linii ustawili się Michael Schumacher i Fernando Alonso. Do wyścigu, z trzeciej linii startował Mark Webber, a Pizzonia uzyskał 13. czas. Circuit Gilles Villeneuve ponownie okazał się szczęśliwy dla Michaela Schumachera. Podium uzupełnili Ralf Schumacher i Juan Pablo Montoya. Mark Webber po wyścigu mógł dopisać sobie kolejne 2 punkty za zajęcie 7. pozycji. Brazylijczyk z Jaguara, mimo że nie ukończył wyścigu po problemach z hamulcami, został sklasyfikowany na 10. miejscu.
W ostatni weekend czerwca odbył się wyścig o Grand Prix Europy na niemieckim torze Nürburgring. II sesję kwalifikacyjną wygrał Kimi Räikkönen przed braćmi Schumacherami. Kierowcy Jaguar Racing – Mark Webber i Antônio Pizzonia uzyskali odpowiednio 11. i 16. rezultat. Dublet w wyścigu na Nürburgringu zdobył Williams (Ralf Schumacher i Juan Pablo Montoya), trzeci był Rubens Barrichello. Pizzonia ukończył wyścig na 10. pozycji, a jego partner z zespołu był 6. i zdobył kolejne punkty do klasyfikacji generalnej mistrzostw.
Kwalifikacje do dziesiątego wyścigu w kalendarzu – Grand Prix Francji ponownie należały do Williamsa. Tuż za kierowcami Williamsa FW25 zakwalifikował się Michael Schumacher. 4. i 5. pole startowe zdobyli kierowcy McLarena – Räikkönen i Coulthard. Australijczyk z Jaguara uzyskał 9. czas, a Pizzonia był 11. Kierowców brytyjskiego zespołu przedzielił Olivier Panis z Toyoty. Kolejność pięciu pierwszych kierowców na mecie wyścigu na Circuit de Nevers Magny-Cours była identyczna jak na starcie. Webber awansował o 3 pozycje i ukończył wyścig jako 6. Brazylijczyk z kolei awansował tylko o 1. pozycję i jako 10. przekroczył linię mety.
19 lipca zespoły powróciły na Silverstone Circuit, gdzie odbyła się kolejna edycja wyścigu o Grand Prix Wielkiej Brytanii. Pierwsze pole startowe zdobył Rubens Barrichello, drugie Jarno Trulii, a trzecie Kimi Räikkönen. Pizzonia uzyskał 10., a Webber 11. czas kwalifikacji. Najstarsze Grand Prix wygrał Barrichello, a podium wyścigu dopełnili Montoya i Räikkönen. Brazylijczyk, w swoim ostatnim wyścigu w Jaguarze, na skutek awarii silnika wycofał się z wyścigu na 33. okrążeniu, a Mark Webber ukończył wyścig na 14. pozycji.
21 lipca poinformowano, że obecny kierowca Minardi – Justin Wilson zastąpi Antônio Pizzonię. Kontrakt obowiązuje do końca sezonu 2003, z opcją przedłużenia go na następny rok.

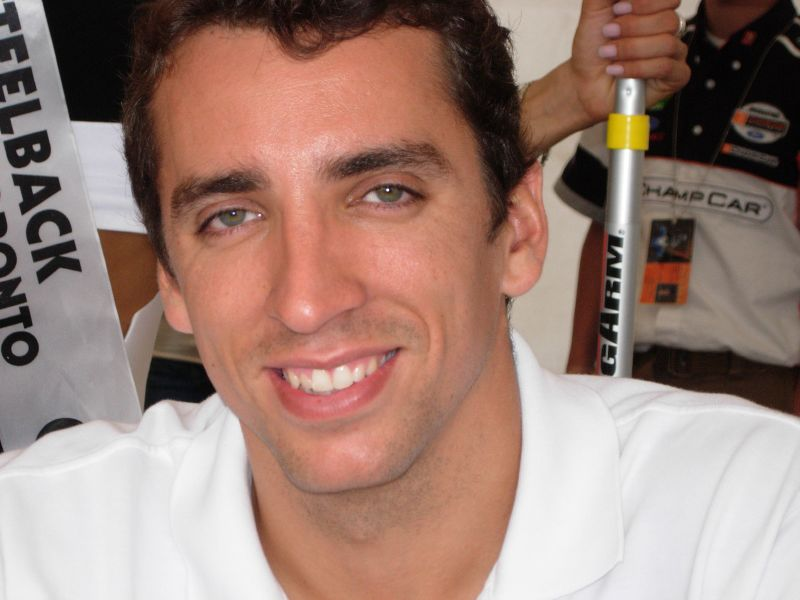
Justin Wilson, kierowca brytyjskiego teamu w sezonie 2003

W pierwszy weekend sierpnia Formuła 1 powróciła do Niemiec, na tor Hockenheimring. Decydująca o pozycjach startowych sesja kwalifikacyjna ponownie należała do zespołu Williams. Pole position zdobył Juan Pablo Montoya, a obok niego ustawił się Ralf Schumacher. W drugiej linii stanęli Rubens Barrichello i Jarno Trulli. Mark Webber uzyskał 11. czas, a debiutujący za kierownicą Jaguara R4 Wilson był 16.. Grand Prix Niemiec wygrał Juan Pablo Montoya przed Davidem Coulthardem i Jarno Trullim. Justinowi Wilsonowi już na 7. okrążeniu posłuszeństwa odmówiła skrzynia biegów, a Mark Webber ukończył zmagania na 11. miejscu.
Jedenastym wyścigiem sezonu było Grand Prix Węgier na torze Hungaroring. II sesję kwalifikacyjną wygrał Fernando Alonso przed Ralfem Schumacherem i Markiem Webberem. Justin Wilson zajął odległą, 12. pozycję startową. Wyścig, pierwszy raz w karierze, wygrał Alonso, a podium dopełnili Räikkönen i Montoya. Mark Webber po raz kolejny ukończył wyścig jako 6., a Justin Wilson nie ukończył zmagań po problemach z jednostką napędową.
13 września odbyły się kwalifikacje do Grand Prix Włoch, które wygrał Michael Schumacher przed Juanem Pablo Montoyą i Rubensem Barrichello. Mark Webber uzyskał 11. czas, a jego kolega z zespołu był 15. podczas kwalifikacji. Kolejność na podium po wyścigu na Autodromo Nazionale di Monza nie uległa zmianie od kwalifikacji – zwyciężył Michael Schumacher przed Montoyą, a trzecie miejsce zajął Rubens Barrichello. Brytyjczyk z Jaguara ponownie miał problemy ze skrzynią biegów i wycofał się z wyścigu już na 3. okrążeniu. Webber natomiast zdobył kolejne 2 punkty za zajęcie 7. miejsca w Grand Prix.
Dwa tygodnie później Formuła 1 ponownie zagościła w Ameryce Północnej, tym razem na Grand Prix Stanów Zjednoczonych. Decydującą część sesji eliminacyjnej wygrał Kimi Räikkönen, a obok niego w pierwszej linii stanął Rubens Barrichello. Miejsca startowe numer 3 i 4 przypadły Olivierowi Panisowi z Toyoty i Juanie Pablo Montoi z Williamsa. Mark Webber i Justin Wilson zajęli odpowiednio 14. i 16. miejsce startowe. Między nimi znalazł się Heinz-Harald Frentzen z zespołu Petera Saubera. Najlepiej podczas deszczowego Grand Prix na torze Indianapolis poradził sobie Michael Schumacher, który nie dał szans Räikkönenowi i bardzo dobrze radzącemu sobie w deszczu Frentzenowi. Mark Webber nie mógł poradzić sobie z utrzymaniem bolidu na mokrym torze i na 21. okrążeniu wpadł w poślizg, który uniemożliwił mu dalszą rywalizację. Wilson awansował o 8 pozycji i ukończył wyścig na 8. miejscu zdobywając pierwszy i jedyny punkt w Formule 1.
Ostatnim wyścigiem w kalendarzu, podobnie jak rok i dwa lata wcześniej, było Grand Prix Japonii na Suzuce. Ostatnią sesję kwalifikacyjną wygrał Barrichello przed Montoyą. W drugiej linii ustawili się kierowcy Toyoty – Cristiano da Matta i Olivier Panis. Australijczyk z Jaguar Racing startował do wyścigu z 3. linii, a Justin Wilson musiał zadowolić się 10. pozycją startową. Szesnastą rundę sezonu wygrał Rubens Barrichello, a z 11. sekundową stratą na metę wpadli Räikkönen i Coulthard. Kierowcy Jaguar Racing tym razem nie zdobyli punktów, finiszując na 11. (Webber) i 13. (Wilson) miejscu.
Sezon 2003 ponownie należał do Ferrari i Michaela Schumachera, jednak ich przewaga nad rywalami nie była już tak bardzo widoczna. W klasyfikacji kierowców, Schumacher wyprzedził Kimiego Räikkönena zaledwie o 2 punkty. Trzecie miejsce, podobnie jak przed rokiem, przypadło Juanowi Pablo Montoi z Williamsa. Mark Webber zaliczył dobry sezon za kierownicą Jaguara R4, zdobywając 17 punktów i kończąc rok na 10. pozycji w klasyfikacji generalnej. Antônio Pizzonia nie wywalczył żadnego punktu i został sklasyfikowany na 21. pozycji. Pozycję wyżej sklasyfikowano Justina Wilsona, który zdobył jeden punkt podczas Grand Prix Stanów Zjednoczonych. Wśród konstruktorów po raz kolejny prym wiodło Ferrari. Drugie miejsce wywalczył Williams, a trzeci był McLaren. Jaguar z 18. punktami był, podobnie jak przed rokiem, 7. w klasyfikacji konstruktorów.

### Sezon 2004 – ostatni
Po zakończeniu sezonu 2003 sytuacja Justina Wilsona w zespole Jaguar była niepewna i rozpoczęto poszukiwania nowego kierowcy. Wśród kandydatów wymieniano takich kierowców jak Alex Wurz (tester McLarena), Jos Verstappen (etatowy kierowca Minardi) oraz Christian Klien, który ostatecznie został wybrany na partnera Australijczyka Marka Webbera w sezonie 2004.
18 stycznia 2004 na Circuit de Catalunya odbyła się prezentacja najnowszego samochodu brytyjskiego zespołu. Jaguar R5 był dość poważnie zmienioną wersją zeszłorocznego bolidu, która otrzymała nową jednostkę napędową Coswortha o oznaczeniu CR-6. Po odsłonięciu bolidu przez Webbera i Kliena nastąpił krótki pokaz możliwości R5 na hiszpańskim torze.
Miesiąc później przedstawiono mediom nowego kierowcę testowego Jaguar Racing – Szweda Björna Wirdheima, ówczesnego mistrza Formuły 3000.

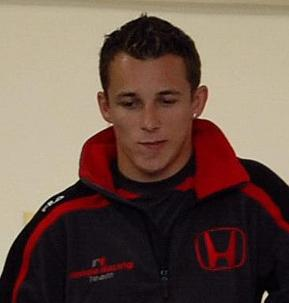
Christian Klien, kierowca Jaguara w sezonie 2004

7 marca rozpoczął się nowy sezon Formuły 1. Pierwszy wyścig, jak i w latach ubiegłych odbył się na ulicznym torze Albert Park Circuit. W II sesji kwalifikacyjnej, podobnie jak przed rokiem najlepsi byli kierowcy Ferrari – Michael Schumacher i Rubens Barrichello. Z trzeciego miejsca startował Juan Pablo Montoya z zespołu Franka Williamsa. Mark Webber zajął w kwalifikacjach dobre 6. miejsce, a debiutant Klien był dopiero 19.. Domowego Grand Prix nie ukończył Webber, na 30. okrążeniu współpracy odmówiła skrzynia biegów w jego aucie. Młody Austriak w swoim debiucie na metę dojechał jako 11. z dwoma okrążeniami straty do zwycięzcy – Michaela Schumachera, na drugim miejscu dojechał Barrichello, a ostatnie miejsce na podium przypadło Fernando Alonso z Renault.
Drugą eliminacją było Grand Prix Malezji. Kwalifikacje wygrał Michael Schumacher, a tuż obok niego, z pierwszej linii startował Mark Webber. Trzeci czas uzyskał Rubens Barrichello. Christian Klien uzyskał 13. rezultat kwalifikacji. Startujący z 2. miejsca Webber miał pechowy wyścig, najpierw otrzymał karę przejazdu przez aleję serwisową za przekroczenie prędkości obowiązującej w pit-lane, a na 24. okrążeniu wpadł w poślizg i wypadł z toru, kończąc swój udział w rywalizacji. Klien z kolei ukończył wyścig na 10. miejscu. Zwyciężył starszy Schumacher przed Juanem Pablo Montoyą i Jensonem Buttonem z British American Racing.
Dwa tygodnie później w kalendarzu zadebiutował wyścig w Bahrajnie. Sesję kwalifikacyjną na nowym torze Bahrain International Circuit zdominowały bolidy z zespołu z Maranello, pole position zdobył Schumacher, drugi był Barrichello. W drugiej linii ustawiły się Williamsy Montoi i Ralfa Schumachera. Webber i Klien uzyskali odpowiednio 14. i 12. czas kwalifikacji. Pomiędzy kierowcami Jaguara stanął Felipe Massa startujący w Sauberze. Grand Prix Bahrajnu ze sporą przewagą wygrało Ferrari. Szampanem na podium oblewali się Michael Schumacher, Rubens Barrichello i Jenson Button. Mark Webber ukończył wyścig na 8. pozycji, zdobywając swój pierwszy punkt w sezonie, natomiast Austriak minął linię mety jako 14..
24 kwietnia odbyła się decydująca część sesji kwalifikacyjnej przed wyścigiem o Grand Prix San Marino, którą wygrał Button. Tuż za nim zakwalifikowali się Michael Schumacher, Juan Pablo Montoya i Rubens Barrichello. Webber startował do wyścigu z 4. linii, a Klien uzyskał 14. rezultat kwalifikacji. W wyścigu na Imoli ponownie bezkonkurencyjny był Michael Schumacher. Drugi stopień podium zajął Jenson Button, a trzeci był Montoya. Kierowcy Jaguara ukończyli wyścig w drugiej dziesiątce.
Na piąty weekend wyścigowy przypadło Grand Prix Hiszpanii na torze pod Barceloną. Kwalifikacje wygrał Michael Schumacher, a drugi był Juan Pablo Montoya. W drugiej linii stanęli Takuma Sato z British American Racing i Jarno Trulli reprezentujący barwy Renault. Mark Webber "wykręcił" 9., a Klien 16. czas dnia. Wyścig nie był zbyt udanym dla Jaguara – Klien po przejechaniu 43. okrążeń wycofał się z rywalizacji z powodu problemów z przepustnicą, a Webber ukończył wyścig na dalekim, 12. miejscu. Dublet zanotowało Ferrari – wygrał Michael Schumacher przed Barrichello i Trullim.
Kwalifikacje do Grand Prix Monako wygrał Jarno Trulli przed Ralfem Schumacherem i Jensonem Buttonem. Młodszy Schumacher został jednak przesunięty o 10 miejsc na starcie z powodu wymiany skrzyni biegów i to Button startował obok Trullego z pierwszego rzędu. Na trzecią pozycję startową awansował Fernando Alonso. Webber i Klien startowali odpowiednio z 12. i 14. pozycji. Jako 13 zakwalifikował się Olivier Panis z Toyoty. Najwolniejszy wyścig w kalendarzu wygrał Trulli, drugi był Button, a trzeci Barrichello. Obaj kierowcy Jaguar Racing nie ukończyli wyścigu na Circuit de Monaco – Klien najpierw uszkodził przedni spoiler w kontakcie Nickiem Heidfeldem z Saubera, a chwilę później zniszczył zawieszenie uderzając w bariery okalające tor. U Australijczyka natomiast na 12. okrążeniu pojawiły się problemy z przeniesieniem napędu i Webber zakończył tym samym udział w wyścigu.
W ostatni weekend maja odbyło się Grand Prix Europy na niemieckim Nürburgringu. II sesję kwalifikacyjną wygrał Michael Schumacher. Kolejne pola startowe zajęli Takuma Sato, Jarno Trulli i Kimi Räikkönen. Webber zajął w kwalifikacjach 12. miejsce, ale po doliczeniu kary za ignorowanie żółtych flag podczas jednej z sesji treningowych spadł na 14. pozycję. Klien skorzystał na karze dla Australijczyka i wyścig zaczął z 12. pola. Kolejne punkty do klasyfikacji zdobył Mark Webber, który zajął w Grand Prix 7. miejsce. Christian Klien utrzymał pozycję z kwalifikacji i ukończył zmagania na 12. pozycji. Podium ponownie należało do Ferrari – zwycięstwo odniósł Schumacher przed Barrichello i Jensonem Buttonem z B.A.R.
13 czerwca Formuła 1 powróciła na tor Circuit Gilles Villeneuve, gdzie odbyło się Grand Prix Kanady. Decydującą część kwalifikacji wygrał kierowca Williamsa – Ralf Schumacher, a za nim startowali Button i Trulli. Klien wywalczył 10. miejsce, a Webber musiał zadowolić się startem z 7. rzędu. Zawody w Montrealu ukończyło tylko 10. kierowców. Tuż za punktowaną ósemką znalazł się Klien, Webber po problemach z zawieszeniem zakończył udział w wyścigu już po 6. okrążeniach. Za nieprzepisowe hamulce zdyskwalifikowano kierowców Williamsa i Toyoty. Dzięki karom dla tychże zespołów, kolejny dublet zanotowało Ferrari. 7. zwycięstwo w sezonie odniósł Michael Schumacher, a podium dopełnili Rubens Barrichello i Jenson Button.

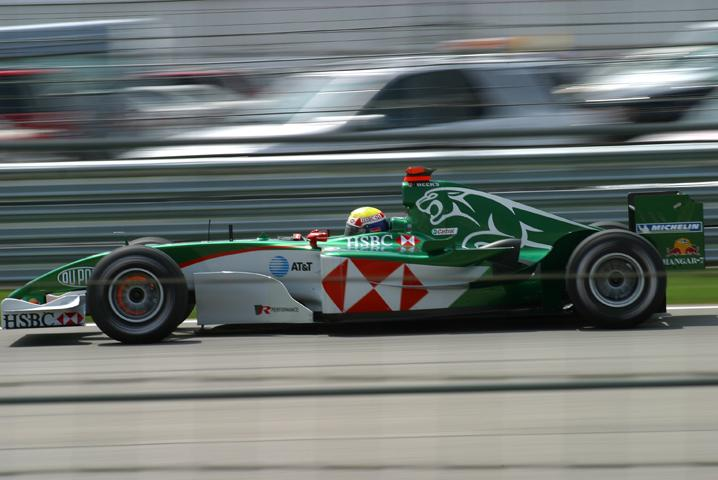
Mark Webber za kierownicą Jaguara R5 podczas Grand Prix Stanów Zjednoczonych 2004

Dziewiątą eliminacją sezonu było Grand Prix Stanów Zjednoczonych. Walkę o pole position wygrał Rubens Barrichello przed Michaelem Schumacherem i Takumą Sato. Mark Webber startował do wyścigu na Indianapolis Motor Speedway z 10. pola, a Christian Klien uzyskał 13. czas kwalifikacji. Stany Zjednoczone były pechowe zarówno dla Australijczyka, jak i Austriaka z Jaguara – Klien już na pierwszym okrążeniu zderzył się z Toyotą TF104 Cristiano da Matty i Sauberem C23 Felipe Massy i musiał wycofać się z dalszej jazdy. Webberowi z kolei posłuszeństwa odmówił silnik w jego Jaguarze R5. Na podium wyścigu stanęli Michael Schumacher, Rubens Barrichello i Takuma Sato.
3 lipca Formuła 1 przeniosła się do Europy, gdzie odbyło się Grand Prix Francji. Sobotnie kwalifikacje wygrał Fernando Alonso, a obok niego ustawił się mistrz świata – Michael Schumacher. Drugą linię zajęli David Coulthard i Jenson Button. Webber i Klien zajęli odpowiednio 12. i 13. pole startowe. Circuit de Nevers Magny-Cours nie przyniósł żadnej zdobyczy punktowej kierowcom zespołu z Milton Keynes – Webber ukończył wyścig na 9. pozycji, a Austriak finiszował poza pierwszą dziesiątką. Dziewiąte zwycięstwo w sezonie zanotował starszy z braci Schumacherów. Drugie miejsce wywalczył zdobywca pole position – Fernando Alonso, a trzeci był drugi kierowca Ferrari – Rubens Barrichello.
Tydzień później Silverstone Circuit gościł zespoły podczas Grand Prix Wielkiej Brytanii. W II części eliminacji triumfował Kimi Räikkönen. Dalsze pozycje startowe zajęli Rubens Barrichello i Jenson Button. Mark Webber był 10., a Christian Klien 15.. Kolejne zwycięstwo w Grand Prix odniósł Michael Schumacher. Podium uzupełnili Räikkönen i Barrichello. 8. miejsce i 1 punkt padły łupem Marka Webbera. Klien zakończył zmagania na 14. pozycji.
Walkę o pole position przed dwunastym wyścigiem w sezonie – Grand Prix Niemiec wygrał lokalny bohater – Michael Schumacher. Drugą pozycję startową wywalczył Juan Pablo Montoya, a trzecią – Kimi Räikkönen (trzeci czas kwalifikacji uzyskał Jenson Button, ale jego pozycja została obniżona za wymianę skrzyni biegów przed kwalifikacjami). Kierowcy Jaguara startowali do wyścigu z 12. (Webber) i 13. (Klien) miejsca. Zmagania na Hockenheimring bezapelacyjnie wygrał starszy z braci Schumacherów. Na podium znaleźli się również Button i Alonso. 3 punkty za szóste miejsce otrzymał Mark Webber. Jego zespołowy kolega po raz kolejny ukończył wyścig poza punktowaną ósemką.
W połowie sierpnia odbyło się Grand Prix Węgier na Hungaroringu. Pierwszą linię w kwalifikacjach zajęli kierowcy zespołu z Maranello – Michael Schumacher i Rubens Barrichello, tuż za nimi startowała para bolidów B.A.R. Kierowcy Jaguar Racing – Webber i Klien zajęli odpowiednio 11. i 14. pole startowe. Węgierskie Grand Prix, po raz kolejny w tym sezonie przyniosło dublet Ferrari. Nagrodę za trzecie miejsce odebrał Fernando Alonso. Webber i Klien nie zdobyli punktów finiszując na 10. i 13. miejscu.
Po rocznej przerwie do kalendarza na sezon 2004 powróciło Grand Prix Belgii. II część kwalifikacji wygrał Jarno Trulli przed Michaelem Schumacherem i kolegą z zespołu z Enstone – Fernando Alonso. Mark Webber startował z 4. linii, mając obok siebie Felipe Massę z Saubera, a Christian Klien uzyskał 13. czas dnia. Emocjonujący wyścig na Circuit de Spa-Francorchamps okazał się zwycięski dla Kimiego Räikkönena. Drugie miejsce zajął Michael Schumacher, który zdobywając 8. punktów zapewnił sobie piąty z rzędu (a 7. w karierze) tytuł mistrza świata. Na najniższym stopniu podium stanął Rubens Barrichello. Klien ukończył zmagania na 6. pozycji, zdobywając pierwsze w karierze punkty w Formule 1. Webber natomiast już na pierwszym okrążeniu Mark Webber uderzył w Takumę Sato uszkadzając przednie zawieszenie na tyle, że kontynuowanie jazdy nie było możliwe.
11 września odbyły się kwalifikacje do Grand Prix Włoch, które bezproblemowo wygrał Rubens Barrichello. Drugą pozycję startową wywalczył Juan Pablo Montoya, a trzecią – Michael Schumacher. Webber za kierownicą nowego Jaguara R5B uzyskał 12. pole startowe, a Klien w R5 był 14. Pomiędzy kierowcami Jaguara znalazł się Olivier Panis z Toyoty. Monza nie przyniosła punktów zespołowi z Milton Keynes – Webber zakończył wyścig na 9. pozycji, a Klien finiszował jako 13. Zwyciężył Barrichello przed Michaelem Schumacherem i Jensonem Buttonem.
Dwa tygodnie później nastąpił kolejny w tym sezonie debiut Grand Prix w kalendarzu. Po raz pierwszy zorganizowano Grand Prix Chin na Shanghai International Circuit. Kwalifikacje, podobnie jak we Włoszech wygrał Barrichello przed Räikkönenem i Buttonem. Webber w bolidzie R5 uzyskał 12. czas dnia, a Klien za kierownicą R5B uplasował się na 16. miejscu. Wyścig ułożył się po myśli Rubensa Barrichello. Podium uzupełnili Button i Räikkönen. Mark Webber zakończył rywalizację na 10. miejscu, a Klien, po kolizji z Michaelem Schumacherem na pierwszym okrążeniu, wycofał się z dalszego udziału w wyścigu.
Siedemnastą eliminacją sezonu było Grand Prix Japonii. Kwalifikacje należały do Michaela Schumachera, który był lepszy od brata Ralfa i Mark Webbera z Jaguara. Klien uzyskał 14. rezultat kwalifikacji. W wyścigu na Suzuka Circuit pierwsze dwa miejsca zajęli bracia Schumacherowie. Trzecie miejsce wywalczył Button. Christian Klien zakończył zmagania na 12. pozycji, a Mark Webber po 20. okrążeniach zrezygnował z dalszej jazdy z powodu gorąca w kokpicie jego bolidu.
23 października odbyły się kwalifikacje do ostatniego wyścigu sezonu – Grand Prix Brazylii, które wygrał Rubens Barrichello. Za nim ustawili się Montoya, Räikkönen i Massa. Webber i Klien uzyskali odpowiednio 12. i 16. pole startowe. Ostatni, 85 wyścig Jaguar Racing nie był zbyt udanym dla zespołu. Australijczyk po kolizji z zespołowym kolegą musiał wycofać się z rywalizacji po przejechaniu 23. okrążeń, a Klien po przymusowej wizycie w pit-stopie kontynuował jazdę i zakończył zmagania na 14. pozycji. Zwycięzcą wyścigu na Autódromo José Carlos Pace został Juan Pablo Montoya przed Kimim Räikkönenem i Rubensem Barrichello.
Sezon 2004 to po raz kolejny dominacja Ferrari, które wygrało 15 z 18 wyścigów. Na drugie miejsce awansował B.A.R-Honda, a trzecią siłą było Renault. Jaguar z 10. punktami znalazł się na 7. miejscu w klasyfikacji zespołów. Wśród kierowców karty rozdawał Michael Schumacher, który z przewagą 34 punktów nad Rubensem Barrichello zdobył swój 7. tytuł mistrza świata. Trzecie miejsce w klasyfikacji zajął Brytyjczyk Jenson Button z B.A.R. Mark Webber z 7. punktami został sklasyfikowany na 13. pozycji, a młody Austriak z dorobkiem 3. oczek był 16. na koniec sezonu 2004.

### Sprzedaż zespołu

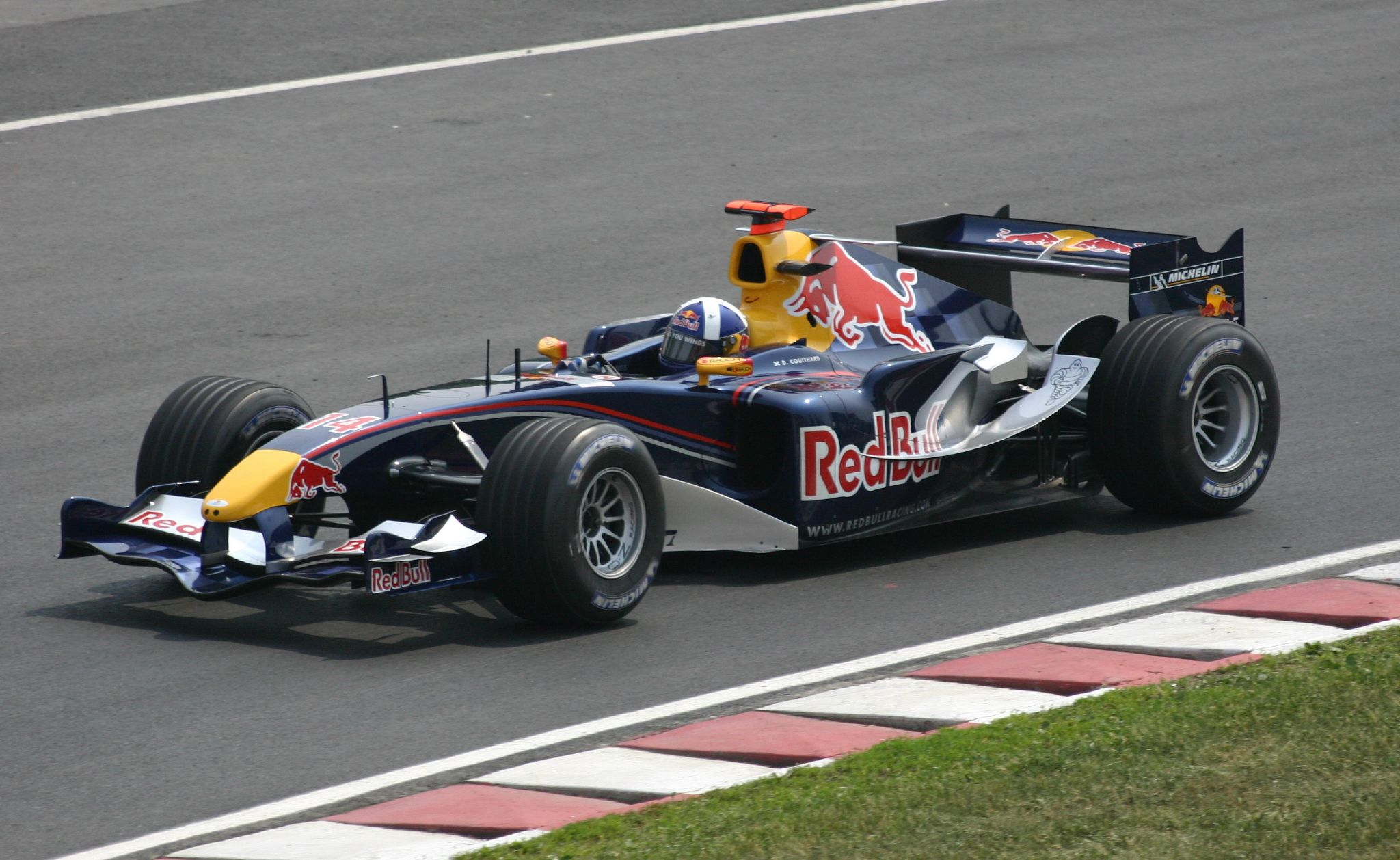
Red Bull RB1, bolid zespołu Red Bull Racing na sezon 2005, zbudowany na podstawie Jaguara R5

Od połowy sezonu 2004 mówiło się o przemianowaniu Jaguar Racing na Ford Racing, bądź sprzedaży zespołu ze względu na wysokie koszty utrzymania teamu Formuły 1. Ostatecznie 17 września poinformowano, że Jaguar Racing z końcem sezonu 2004 wycofuje się z rywalizacji i wraz z producentem silników – Cosworthem, zostaje wystawiony na sprzedaż. Wśród potencjalnych kupców wymieniano grupę inwestycyjną Oakwell Associates, producenta napojów energetycznych Red Bull, rosyjskiego miliardera Romana Abramowicza czy właściciela zespołu MF1 Racing – Alexa Shnaidera.
Firma Red Bull zaangażowana była w Formułę 1 wcześniej. Była między innymi sponsorem Saubera czy Arrowsa.
15 listopada podczas konferencji prasowej Ford Motor Company w Londynie potwierdzono sprzedaż Jaguar Racing F1 Team firmie Red Bull, a nowym właścicielem Coswortha zostali współwłaściciele serii Champ Car – Kevin Kalkhoven i Gerald Forsythe. Od sezonu 2005 zespół nosi nazwę Red Bull Racing. Dyrektor generalny Jaguara – Tony Purnell zachował swoje stanowisko.
Po nieporozumieniach między właścicielem zespołu – Dietrichem Mateschitzem, a Tonym Purnellem, na początku 2005 roku nowym szefem zespołu został Brytyjczyk Christian Horner. Na stanowiska kierowców nowego zespołu zostali wybrani: były etatowy kierowca McLarena – David Coulthard, Christian Klien, który w sezonie 2004 jeździł dla Jaguara oraz mistrz Formuły 3000 – Vitantonio Liuzzi.

## Wyniki w Formule 1
| Legenda oznaczeń w tabelach wyników Wyświetl szablon na nowej stronie | Legenda oznaczeń w tabelach wyników Wyświetl szablon na nowej stronie                                                                     |
| Oznaczenie                                                            | Wyjaśnienie |
| --------------------------------------------------------------------- | --- |
| Złoty                                                                 | Zwycięzca lub mistrzostwo |
| Srebrny                                                               | 2. miejsce lub wicemistrzostwo |
| Brązowy                                                               | 3. miejsce lub II wicemistrzostwo |
| Zielony                                                               | Ukończył, punktował (w klasyfikacji generalnej, gdy zdobył co najmniej jeden punkt na przestrzeni sezonu, poza trzema powyższymi opcjami) |
| Niebieski                                                             | Ukończył, nie punktował (w klasyfikacji generalnej, gdy nie zdobył co najmniej jednego punktu na przestrzeni sezonu)                      |
| Czerwony                                                              | Nie zakwalifikował się (NZ) |
| Czerwony                                                              | Nie prekwalifikował się (NPK) |
| Różowy                                                                | Nie ukończył (NU) |
| Różowy                                                                | Niesklasyfikowany (NS) (w klasyfikacji generalnej, gdy nie został sklasyfikowany w żadnym wyścigu sezonu)                                 |
| Czarny                                                                | Zdyskwalifikowany (DK) |
| Czarny                                                                | Wykluczony (WYK/EX) |
| Biały                                                                 | Nie wystartował (NW) |
| Biały                                                                 | Kontuzjowany (K/INJ) |
| Biały                                                                 | Wyścig odwołany (OD/C) |
| Bez koloru                                                            | Został wycofany (WYC/WD) |
| Bez koloru                                                            | Nie przybył (NP/DNA) |
| Bez koloru                                                            | Nie brał udziału w treningach (NT/DNP) |
| Bez koloru                                                            | Nie został zgłoszony (–) |
| Pogrubienie                                                           | Start z pole position |
| Kursywa                                                               | Najszybsze okrążenie wyścigu |
| †                                                                     | Nie ukończył, ale jego rezultat został zaliczony ze względu na przejechanie więcej niż 90% dystansu wyścigu.                              |
| *                                                                     | Sezon w trakcie |
| 1/2/3                                                                 | Punktowana pozycja w sprincie |
| Lista systemów punktacji Formuły 1                                    | |

| Sezon | Zespół        | Silnik   | Kierowcy         | Wyniki w poszczególnych eliminacjach | Wyniki w poszczególnych eliminacjach | Wyniki w poszczególnych eliminacjach | Wyniki w poszczególnych eliminacjach | Wyniki w poszczególnych eliminacjach | Wyniki w poszczególnych eliminacjach | Wyniki w poszczególnych eliminacjach | Wyniki w poszczególnych eliminacjach | Wyniki w poszczególnych eliminacjach | Wyniki w poszczególnych eliminacjach | Wyniki w poszczególnych eliminacjach | Wyniki w poszczególnych eliminacjach | Wyniki w poszczególnych eliminacjach | Wyniki w poszczególnych eliminacjach | Wyniki w poszczególnych eliminacjach | Wyniki w poszczególnych eliminacjach | Wyniki w poszczególnych eliminacjach | Wyniki w poszczególnych eliminacjach | Wyniki kierowców | Wyniki kierowców | Wyniki konstruktora | Wyniki konstruktora |
| 2000  |               |          |                  | AUS                                  | BRA                                  | SMR                                  | GBR                                  | ESP                                  | EUR                                  | MCO                                  | CAN                                  | FRA                                  | AUT                                  | DEU                                  | HUN                                  | BEL                                  | ITA                                  | USA                                  | JPN                                  | MYS                                  |                                      | Punkty           | Pozycja          | Punkty              | Pozycja             |
| ----- | ------------- | -------- | ---------------- | ------------------------------------ | ------------------------------------ | ------------------------------------ | ------------------------------------ | ------------------------------------ | ------------------------------------ | ------------------------------------ | ------------------------------------ | ------------------------------------ | ------------------------------------ | ------------------------------------ | ------------------------------------ | ------------------------------------ | ------------------------------------ | ------------------------------------ | ------------------------------------ | ------------------------------------ | ------------------------------------ | ---------------- | ---------------- | ------------------- | ------------------- |
| 2000  | Jaguar Racing | Cosworth | Eddie Irvine     | NU                                   | NU                                   | 7                                    | 13                                   | 11                                   | NU                                   | 4                                    | 13                                   | 13                                   | INJ                                  | 10                                   | 8                                    | 10                                   | NU                                   | 7                                    | 8                                    | 6                                    |                                      | 4                | 13               | 4                   | 9                   |
| 2000  | Jaguar Racing | Cosworth | Luciano Burti    | -                                    | -                                    | -                                    | -                                    | -                                    | -                                    | -                                    | -                                    | -                                    | 11                                   | -                                    | -                                    | -                                    | -                                    | -                                    | -                                    | -                                    |                                      | 0                | 23               | 4                   | 9                   |
| 2000  | Jaguar Racing | Cosworth | Johnny Herbert   | NU                                   | NU                                   | 10                                   | 12                                   | 13                                   | 11                                   | 9                                    | NU                                   | NU                                   | 7                                    | NU                                   | NU                                   | 8                                    | NU                                   | 11                                   | 7                                    | NU                                   |                                      | 0                | 17               | 4                   | 9                   |
| 2001  |               |          |                  | AUS                                  | MYS                                  | BRA                                  | SMR                                  | ESP                                  | AUT                                  | MCO                                  | CAN                                  | EUR                                  | FRA                                  | GBR                                  | DEU                                  | HUN                                  | BEL                                  | ITA                                  | USA                                  | JPN                                  |                                      | Punkty           | Pozycja          | Punkty              | Pozycja             |
| 2001  | Jaguar Racing | Cosworth | Eddie Irvine     | 11                                   | NU                                   | NU                                   | NU                                   | NU                                   | 7                                    | 3                                    | NU                                   | 7                                    | NU                                   | 9                                    | NU                                   | NU                                   | NU                                   | NU                                   | 5                                    | NU                                   |                                      | 6                | 12               | 9                   | 8                   |
| 2001  | Jaguar Racing | Cosworth | Luciano Burti    | 8                                    | 10                                   | NU                                   | 11                                   | -                                    | -                                    | -                                    | -                                    | -                                    | -                                    | -                                    | -                                    | -                                    | -                                    | -                                    | -                                    | -                                    |                                      | 0                | 20               | 9                   | 8                   |
| 2001  | Jaguar Racing | Cosworth | Pedro de la Rosa | -                                    | -                                    | -                                    | -                                    | NU                                   | NU                                   | NU                                   | 6                                    | 8                                    | 14                                   | 12                                   | NU                                   | 11                                   | NU                                   | 5                                    | 12                                   | NU                                   |                                      | 3                | 16               | 9                   | 8                   |
| 2002  |               |          |                  | AUS                                  | MYS                                  | BRA                                  | SMR                                  | ESP                                  | AUT                                  | MCO                                  | CAN                                  | EUR                                  | GBR                                  | FRA                                  | DEU                                  | HUN                                  | BEL                                  | ITA                                  | USA                                  | JPN                                  |                                      | Punkty           | Pozycja          | Punkty              | Pozycja             |
| 2002  | Jaguar Racing | Cosworth | Eddie Irvine     | 4                                    | NU                                   | 7                                    | NU                                   | NU                                   | NU                                   | 9                                    | NU                                   | NU                                   | NU                                   | NU                                   | NU                                   | NU                                   | 6                                    | 3                                    | 10                                   | 9                                    |                                      | 8                | 9                | 8                   | 7                   |
| 2002  | Jaguar Racing | Cosworth | Pedro de la Rosa | 8                                    | 10                                   | 8                                    | NU                                   | NU                                   | NU                                   | 10                                   | NU                                   | 11                                   | 11                                   | 9                                    | NU                                   | 13                                   | NU                                   | NU                                   | NU                                   | NU                                   |                                      | 0                | 21               | 8                   | 7                   |
| 2003  |               |          |                  | AUS                                  | MYS                                  | BRA                                  | SMR                                  | ESP                                  | AUT                                  | MCO                                  | CAN                                  | EUR                                  | FRA                                  | GBR                                  | DEU                                  | HUN                                  | ITA                                  | USA                                  | JPN                                  |                                      |                                      | Punkty           | Pozycja          | Punkty              | Pozycja             |
| 2003  | Jaguar Racing | Cosworth | Mark Webber      | NU                                   | NU                                   | 9                                    | NU                                   | 7                                    | 7                                    | NU                                   | 7                                    | 6                                    | 6                                    | 14                                   | 11                                   | 6                                    | 7                                    | NU                                   | 11                                   |                                      |                                      | 17               | 10               | 18                  | 7                   |
| 2003  | Jaguar Racing | Cosworth | Antônio Pizzonia | 13                                   | NU                                   | NU                                   | 14                                   | NU                                   | 9                                    | NU                                   | 10                                   | 10                                   | 10                                   | NU                                   | -                                    | -                                    | -                                    | -                                    | -                                    |                                      |                                      | 0                | 21               | 18                  | 7                   |
| 2003  | Jaguar Racing | Cosworth | Justin Wilson    | -                                    | -                                    | -                                    | -                                    | -                                    | -                                    | -                                    | -                                    | -                                    | -                                    | -                                    | NU                                   | NU                                   | NU                                   | 8                                    | 13                                   |                                      |                                      | 1                | 20               | 18                  | 7                   |
| 2004  |               |          |                  | AUS                                  | MYS                                  | BHR                                  | SMR                                  | ESP                                  | MCO                                  | EUR                                  | CAN                                  | USA                                  | FRA                                  | GBR                                  | DEU                                  | HUN                                  | BEL                                  | ITA                                  | CHN                                  | JPN                                  | BRA                                  | Punkty           | Pozycja          | Punkty              | Pozycja             |
| 2004  | Jaguar Racing | Cosworth | Mark Webber      | NU                                   | NU                                   | 8                                    | 13                                   | 12                                   | NU                                   | 7                                    | NU                                   | NU                                   | 9                                    | 8                                    | 6                                    | 10                                   | NU                                   | 9                                    | 10                                   | NU                                   | NU                                   | 7                | 13               | 10                  | 7                   |
| 2004  | Jaguar Racing | Cosworth | Christian Klien  | 11                                   | 10                                   | 14                                   | 14                                   | NU                                   | NU                                   | 12                                   | 9                                    | NU                                   | 11                                   | 14                                   | 10                                   | 13                                   | 6                                    | 13                                   | NU                                   | 12                                   | 14                                   | 3                | 16               | 10                  | 7                   |

## Statystyki
Źródło: F1Ultra
| Sezon | Zespół        | Konstruktor     | Zgłoszenia | GP | PKT | P.  | P1 | P2 | P3 | Punkt. | PP | NO | NS | DK | NZ |
| --- | ------------- | --------------- | ---------- | -- | --- | --- | -- | -- | -- | ------ | -- | -- | -- | -- | -- |
| 2000 | Jaguar Racing | Jaguar-Cosworth | 34         | 17 | 4   | 9   | -  | -  | -  | 2      | -  | -  | 12 | -  | -  |
| 2001 | Jaguar Racing | Jaguar-Cosworth | 34         | 17 | 9   | 8   | -  | -  | 1  | 4      | -  | -  | 18 | -  | -  |
| 2002 | Jaguar Racing | Jaguar-Cosworth | 34         | 17 | 8   | 7   | -  | -  | 1  | 3      | -  | -  | 19 | -  | -  |
| 2003 | Jaguar Racing | Jaguar-Cosworth | 32         | 16 | 18  | 7   | -  | -  | -  | 8      | -  | -  | 13 | -  | -  |
| 2004 | Jaguar Racing | Jaguar-Cosworth | 36         | 18 | 10  | 7   | -  | -  | -  | 5      | -  | -  | 12 | -  | -  |
| Razem | 1             | 1               | 170        | 85 | 49  | 3x7 | -  | -  | 2  | 22     | -  | -  | 74 | -  | -  |
| Sezon | Zespół        | Konstruktor     | Zgłoszenia | GP | PKT | P.  | P1 | P2 | P3 | Punkt. | PP | NO | NS | DK | NZ |
| Zgłoszenia - starty wszystkich samochodów; GP - zaliczone Grand Prix; P. - pozycja końcowa; P1, P2, P3 - pozycje na podium; Punkt. - punktował; PP - pole position; NO - najszybsze okrążenia; NS - niesklasyfikowany; DK - dyskwalifikacje; NZ - nie zakwalifikował się |               |                 |            |    |     |     |    |    |    |        |    |    |    |    |    |

## Podsumowanie
| Ważne wyścigi     | Ważne wyścigi                                                |
| ----------------- | ------------------------------------------------------------ |
| Debiut            | Grand Prix Australii 2000 (#1, Eddie Irvine, Johnny Herbert) |
| Pierwsze punkty   | Grand Prix Monako 2000 (#7, Eddie Irvine)                    |
| Pierwsze podium   | Grand Prix Monako 2001 (#24, Eddie Irvine)                   |
| Ostatni           | Grand Prix Brazylii 2004 (#85, Mark Webber, Christian Klien) |
| Najwyższe pozycje |                                                              |
| Kwalifikacje      | 2                                                            |
| Wyścig            | 3                                                            |

## Kierowcy
Źródło: ChicaneF1
|     | Kierowca         | Sezony      | Starty | PP | Wygrane | MŚ | Zespół    |
| --- | ---------------- | ----------- | ------ | -- | ------- | -- | --------- |
| GBR | Eddie Irvine     | 2000 – 2002 | 51     | 0  | 0       |    | fabryczny |
| GBR | Johnny Herbert   | 2000        | 17     | 0  | 0       |    | fabryczny |
| BRA | Luciano Burti    | 2000 – 2001 | 5      | 0  | 0       |    | fabryczny |
| ESP | Pedro de la Rosa | 2001 – 2002 | 30     | 0  | 0       |    | fabryczny |
| AUS | Mark Webber      | 2003 – 2004 | 34     | 0  | 0       |    | fabryczny |
| BRA | Antônio Pizzonia | 2003        | 11     | 0  | 0       |    | fabryczny |
| GBR | Justin Wilson    | 2003        | 5      | 0  | 0       |    | fabryczny |
| AUT | Christian Klien  | 2004        | 18     | 0  | 0       |    | fabryczny |

## Informacje techniczne
Źródło: f1wm.pl
| Sezon | Zespół        | Podwozie    | Silnik (Typ)                                  | Opony       |
| ----- | ------------- | ----------- | --------------------------------------------- | ----------- |
| 2000  | Jaguar Racing | Jaguar R1   | Cosworth CR-2 3,0l V10                        | Bridgestone |
| 2001  | Jaguar Racing | Jaguar R2   | Cosworth CR-3 3,0l V10                        | Michelin    |
| 2002  | Jaguar Racing | Jaguar R3 B | Cosworth CR-3 3,0l V10 Cosworth CR-4 3,0l V10 | Michelin    |
| 2003  | Jaguar Racing | Jaguar R4   | Cosworth CR-5 3,0l V10                        | Michelin    |
| 2004  | Jaguar Racing | Jaguar R5 B | Cosworth CR-6 3,0l V10                        | Michelin    |
| Razem | 1             | 7           | 5                                             | 2           |
| Sezon | Zespół        | Podwozie    | Silnik (Typ)                                  | Opony       |